# RSC Anderlecht in het seizoen 2009/10
RSC Anderlecht wilde in het seizoen 2009/10 de nipt verloren kampioenstitel van het vorige seizoen doen vergeten met het behalen van een 30ste landstitel. Het werd uiteindelijk een opmerkelijk voetbaljaar voor paars-wit. Zo speelde Anderlecht voor het eerst sinds 9 jaar niet met het logo van Fortis op de truitjes. BNP Paribas werd de nieuwe shirtsponsor. Trainer Ariël Jacobs was wel nog van de partij en zag hoe zijn team in de voorrondes van de Champions League kansloos onderuit ging tegen Olympique Lyon. Hierdoor belandde Anderlecht in de gloednieuwe Europa League.
In de vernieuwde competitie - er werden play-offs ingevoerd - verwachtte iedereen weer een tweestrijd met Standard Luik. Maar de Rouches begonnen ondermaats aan de competitie. Het eerste onderlinge duel met Standard werd een bikkelharde wedstrijd. Jan Polak scheurde de kruisbanden en was voor meer dan een half jaar out. Marcin Wasilewski liep een zware beenbreuk op na een drieste tackle van Axel Witsel. De wedstrijd eindigde op een gelijkspel, maar door het verlies van enkele sleutelpionnen voelde de partij als een nederlaag aan. Trainer Jacobs uitte na afloop meermaals zijn ongenoegen en leek het Belgisch voetbal beu te zijn.
Door de uitval van onder meer Polak en Wasilewski werd Anderlecht verplicht enkele jonge talenten een kans te geven. Zo werd Cheikhou Kouyaté een vaste waarde op het middenveld. Maar de meeste opmerkelijke nieuwkomer was ongetwijfeld de 16-jarige Romelu Lukaku. De jonge spits scoorde voortdurend en zou de competitie zelfs afsluiten als topschutter. En ook in Europa ontpopte Lukaku zich als een belangrijke speler. Met enkele doelpunten was hij een van de blikvangers in de succesvolle Europese campagne. Jonathan Legear kreeg dan weer de bijnaam Mister Europe, een verwijzing naar ex-Anderlechtspeler Jef Jurion. Die bijnaam kreeg Legear toebedeeld na zijn zes Europese doelpunten.
Terwijl de Rouches in de competitie steeds dieper in het klassement wegzakten, werd Club Brugge de grootste concurrent. In Brugge verloor Anderlecht met 4-2, maar in het Constant Vanden Stockstadion werd het op het nippertje nog 3-2 voor paars-wit. Naast Club Brugge was enkel Sint-Truiden VV in staat om drie punten te pakken tegen Anderlecht. STVV versloeg Anderlecht zowel thuis als op verplaatsing en werd zo het zwarte beest van de Brusselaars.
Anderlecht stevende op een 30ste landstitel af, maar verloor tussendoor nog Nicolas Frutos. De boomlange Argentijn was amper aan spelen toe gekomen en besloot door het aanhoudende blessureleed om een punt achter zijn loopbaan als speler te zetten. Het vertrek van Frutos veranderde echter weinig aan de sportieve situatie van Anderlecht. Paars-wit vergrootte haar voorsprong voortdurend en Club Brugge kwam al gauw niet meer in aanmerking voor de titel. De Brusselaars wonnen uiteindelijk met 1-2 in Brugge, waardoor Anderlecht in het hol van de leeuw de 30ste landstitel veiligstelde.

## Spelerskern
| Nr.           | Naam                | Nationaliteit | Geboortedatum | Vorige club                        |
| ------------- | ------------------- | ------------- | ------------- | ---------------------------------- |
| Keepers       |                     |               |               |                                    |
| 1             | Daniel Zitka        | Tsjechië      | 20-06-1975    | 1999-2002 KSC Lokeren              |
| 22            | Davy Schollen       | België        | 28-02-1978    | 2004-2006 NAC Breda                |
| 24            | Silvio Proto        | België        | 23-05-1983    | 1999-2005 La Louvière              |
| 25            | Sébastien Bruzzese  | België        | 01-03-1989    | 2006-2007 RFC de Liège             |
| 28            | Michael Cordier     | België        | 27-03-1984    | 2006-2008 FC Brussels              |
| Verdedigers   |                     |               |               |                                    |
| 2             | Ondřej Mazuch       | Tsjechië      | 15-03-1989    | 2007-2009 Fiorentina               |
| 3             | Olivier Deschacht 1 | België        | 16-02-1981    | /                                  |
| 4             | Arnold Kruiswijk    | Nederland     | 02-11-1984    | 2001-2008 FC Groningen             |
| 6             | Jelle Van Damme 2   | België        | 10-10-1983    | 2004-2006 Southampton FC           |
| 23            | Roland Juhász       | Hongarije     | 01-07-1983    | 1999-2005 MTK                      |
| 26            | Víctor Bernárdez    | Honduras      | 24-05-1982    | 2001-2008 CD Motagua               |
| 27            | Marcin Wasilewski   | Polen         | 09-06-1980    | 2006 Lech Poznań                   |
| 44            | Nemanja Rnic        | Servië        | 30-09-1984    | 2004-2008 FK Partizan              |
| Middenvelders |                     |               |               |                                    |
| 5             | Lucas Biglia 3      | Argentinië    | 30-01-1986    | 2005-2006 Independiente            |
| 7             | Mario Martínez      | Honduras      | 30-07-1989    | 2009 Vålerenga IF                  |
| 8             | Jan Polák           | Tsjechië      | 14-03-1981    | 2005-2007 FC Nürnberg              |
| 11            | Mbark Boussoufa     | Marokko       | 14-08-1984    | 2004-2006 AA Gent                  |
| 12            | Thomas Chatelle     | België        | 31-03-1981    | 2000-2007 KRC Genk                 |
| 13            | Jonathan Legear     | België        | 13-04-1987    | /                                  |
| 16            | Cheikhou Kouyaté    | Senegal       | 21-12-1989    | 2008-2009 KV Kortrijk              |
| 18            | Lukáš Mareček       | Tsjechië      | 17-04-1990    | 2007-2010 1. FC Brno               |
| 30            | Guillaume Gillet    | België        | 09-03-1984    | 2006-2008 AA Gent                  |
| 32            | Christophe Diandy   | Senegal       | 26-11-1990    | 2007-2008 Liberty Professionals FC |
| 37            | Reynaldo            | Brazilië      | 24-08-1989    | /                                  |
| 99            | Bakary Sare         | Ivoorkust     | 04-05-1990    | /                                  |
| Aanvallers    |                     |               |               |                                    |
| 9             | Matías Suárez       | Argentinië    | 09-05-1988    | 2005-2008 Belgrano                 |
| 10            | Kanu                | Brazilië      | 23-09-1987    | 2007-2008 Grêmio Barueri           |
| 19            | Nicolás Frutos (*)  | Argentinië    | 10-05-1981    | 2004-2005 Independiente            |
| 21            | Tom De Sutter       | België        | 03-07-1985    | 2006-2008 Cercle Brugge            |
| 36            | Romelu Lukaku       | België        | 13-05-1993    | /                                  |
| 39            | Ziguy Badibanga     | België        | 26-11-1991    | /                                  |

- = Aanvoerder
- (*) Het contract van Frutos werd op 29 maart 2010 ontbonden.

### Technische staf
|                 |                     |               |
| Functie         | Naam                | Nationaliteit |
| Coach           | Ariël Jacobs (foto) | België        |
| Assistent-coach | Besnik Hasi         | Albanië       |
| Assistent-coach | Daniel Renders      | België        |
| Keeperstrainer  | Filip De Wilde      | België        |
| Team manager    | José Garcia Cantero | Spanje        |
| Dokter          | Kristof Sas         | België        |
| Dokter          | Leo Groenweghe      | België        |

| Proto Gillet Mazuch Juhasz Deschacht Kouyaté Biglia Van Damme Suárez Lukaku Boussoufa |
| Meest gebruikte formatie.                                                             |

## Resultaten
Een overzicht van de competities waaraan Anderlecht in het seizoen 2009-2010 deelnam.
| Seizoen 2009/10    | Seizoen 2009/10 | Seizoen 2009/10    |
| Competitie         | Resultaat       | Uitgeschakeld door |
| ------------------ | --------------- | ------------------ |
| Jupiler Pro League | Kampioen        |                    |
| Beker van België   | Kwartfinale     | Cercle Brugge      |
| Champions League   | Play-offs       | Olympique Lyon     |
| Europa League      | 1/8 finale      | Hamburger SV       |

## Uitrustingen
Shirtsponsor(s): BNP Paribas Fortis

Sportmerk: adidas
| Thuis | Uit | Doelman | Doelman |  |

## Transfers

### Zomer
| Naam                  | Nationaliteit    | Van/naar           | Type                 |
| --------------------- | ---------------- | ------------------ | -------------------- |
| Inkomend              |                  |                    |                      |
| Cheikhou Kouyaté      | Senegal          | KV Kortrijk        | Terug van uitgeleend |
| Silvio Proto          | België           | Germinal Beerschot | Terug van uitgeleend |
| Ondřej Mazuch         | Tsjechië         | Fiorentina         | Geleend              |
| Renan Felipe Boufleur | Brazilië         | Santos FC          | Gekocht              |
| Kanu                  | Brazilië         | Cercle Brugge      | Terug van uitgeleend |
| Uitgaand              |                  |                    |                      |
| Cédric Ciza           | Burundi / België | MVV                | Uitgeleend           |
| Stanislav Vlček       | Tsjechië         | Slavia Praag       | Verkocht             |
| Hervé Kage            | Congo-Kinshasa   | SC Charleroi       | Verkocht             |
| Hernán Losada         | Argentinië       | SC Heerenveen      | Uitgeleend           |
| Dmitri Boelykin       | Rusland          | Fortuna Düsseldorf | Uitgeleend           |
| Sébastien Siani       | Kameroen         | Sint-Truidense VV  | Uitgeleend           |
| Oleksandr Jakovenko   | Oekraïne         | KVC Westerlo       | Uitgeleend           |

### Winter
| Naam               | Nationaliteit    | Van/naar           | Type           |
| ------------------ | ---------------- | ------------------ | -------------- |
| Inkomend           |                  |                    |                |
| Lukáš Mareček      | Tsjechië         | 1. FC Brno         | Gekocht        |
| Mario Martínez     | Honduras         | Real España        | Geleend        |
| Ondřej Mazuch      | Tsjechië         | Fiorentina         | Gekocht        |
| Paul Taylor        | Engeland         | RRFC Montegnée     | Gekocht        |
| Uitgaand           |                  |                    |                |
| Sébastien Bruzzese | België           | AA Gent            | Verkocht       |
| Cédric Ciza        | Burundi / België | Sporting Charleroi | Uitgeleend     |
| Michaël Cordier    | België           | Olympic Charleroi  | Uitgeleend     |
| Arnold Kruiswijk   | Nederland        | Roda JC            | Uitgeleend     |
| Olivier Mukendi    | België           | Cercle Brugge      | Uitgeleend     |
| Reynaldo           | Brazilië         | Cercle Brugge      | Uitgeleend     |
| Paul Taylor        | Engeland         | Sporting Charleroi | Uitgeleend (*) |

(*) Een speler mag slechts één keer van club veranderen per transferperiode. Omdat Taylor in de winter naar Anderlecht verkaste, mocht hij in die periode niet meer naar Sporting Charleroi. Daarom liet Anderlecht het contract van Taylor ontbinden, zodat de Engelse middenvelder als vrije speler naar Charleroi kon vertrekken.

## Jupiler Pro League

### Wedstrijden
| Wedstrijddetails                                                | Thuisploeg                                                                   | Uitslag                 | Uitploeg                                                  | Opstelling | Kaarten                                                     |
| --------------------------------------------------------------- | ---------------------------------------------------------------------------- | ----------------------- | --------------------------------------------------------- | --- | ----------------------------------------------------------- |
| Heenronde                                                       |                                                                              |                         |                                                           | |                                                             |
| 1 augustus 2009 20:00u Guldensporenstadion Kortrijk             | KV Kortrijk                                                                  | 0-2                     | RSC Anderlecht                                            | Proto Van Damme, Deschacht, Juhász, Wasilewski Legaer (70' Chatelle), Boussoufa, Biglia, Gillet De Sutter (75' Frutos), Suárez (84' Reynaldo)    | 45+1' Boussouffa 73' Biglia                                 |
| 1 augustus 2009 20:00u Guldensporenstadion Kortrijk             |                                                                              | 0-1 0-2                 | 8' Boussoufa 71' Wasilewski                               | Proto Van Damme, Deschacht, Juhász, Wasilewski Legaer (70' Chatelle), Boussoufa, Biglia, Gillet De Sutter (75' Frutos), Suárez (84' Reynaldo)    | 45+1' Boussouffa 73' Biglia                                 |
| 8 augustus 2009 20:00 Constant Vanden Stockstadion Anderlecht   | RSC Anderlecht                                                               | 3-2                     | Cercle Brugge                                             | Proto Van Damme, Deschacht, Juhász, Wasilewski Legaer (77' Chatelle), Boussoufa, Biglia, Polak De Sutter (80' Kanu), Suárez (90+1' Gillet)       | 72' Wasilewski                                              |
| 8 augustus 2009 20:00 Constant Vanden Stockstadion Anderlecht   | 13' Suárez 43' Boi (own) 64' Boussoufa                                       | 1-0 1-1 2-1 3-1 3-2     | 28' Portier 74' Buffel                                    | Proto Van Damme, Deschacht, Juhász, Wasilewski Legaer (77' Chatelle), Boussoufa, Biglia, Polak De Sutter (80' Kanu), Suárez (90+1' Gillet)       | 72' Wasilewski                                              |
| 15 augustus 2009 18:00 Constant Vanden Stockstadion Anderlecht  | RSC Anderlecht                                                               | 3-0                     | KVC Westerlo                                              | Proto Van Damme (75' Bernardez), Deschacht, Juhász, Wasilewski Chatelle, Boussoufa (79' Reynaldo), Biglia, Gillet De Sutter (62' Kanu), Suárez   |                                                             |
| 15 augustus 2009 18:00 Constant Vanden Stockstadion Anderlecht  | 29' Van Damme 45+1' Suárez 74' Boussoufa                                     | 1-0 2-0 3-0             |                                                           | Proto Van Damme (75' Bernardez), Deschacht, Juhász, Wasilewski Chatelle, Boussoufa (79' Reynaldo), Biglia, Gillet De Sutter (62' Kanu), Suárez   |                                                             |
| 22 augustus 2009 20:00 Regenboogstadion Waregem                 | Zulte Waregem                                                                | 0-2                     | RSC Anderlecht                                            | Proto Deschacht, Wasilewski, Juhász, Mazuch Chatelle (75' Legaer), Polak, Boussoufa, Biglia Suárez (87' Gillet), Kanu (69' Lukaku)               | 26' Polak 33' Boussoufa 68' Chatelle                        |
| 22 augustus 2009 20:00 Regenboogstadion Waregem                 |                                                                              | 0-1 0-2                 | 44' Boussoufa 89' Lukaku                                  | Proto Deschacht, Wasilewski, Juhász, Mazuch Chatelle (75' Legaer), Polak, Boussoufa, Biglia Suárez (87' Gillet), Kanu (69' Lukaku)               | 26' Polak 33' Boussoufa 68' Chatelle                        |
| 30 augustus 2009 20:30 Constant Vanden Stockstadion Anderlecht  | RSC Anderlecht                                                               | 1-1                     | Standard Luik                                             | Proto Wasilewski (33' De Sutter), Mazuch (79' Lukaku), Juhasz, Deschacht Chatelle, Gillet, Polak (24' Sare) Van Damme, Boussoufa, Suárez         | 16' Wasilewski 43' Boussoufa 63' Van Damme                  |
| 30 augustus 2009 20:30 Constant Vanden Stockstadion Anderlecht  | 42' Gillet                                                                   | 0-1 1-1                 | 36' Mbokani                                               | Proto Wasilewski (33' De Sutter), Mazuch (79' Lukaku), Juhasz, Deschacht Chatelle, Gillet, Polak (24' Sare) Van Damme, Boussoufa, Suárez         | 16' Wasilewski 43' Boussoufa 63' Van Damme                  |
| 12 september 2009 18:00 Staaien Sint-Truiden                    | Sint-Truiden                                                                 | 2-1                     | RSC Anderlecht                                            | Proto Deschacht, Van Damme, Juhász, Mazuch Chatelle (45' Legear), Gillet, Boussoufa, Biglia De Sutter (56' Lukaku), Suárez                       | 31' Mazuch 38' Chatelle 58' Van Damme                       |
| 12 september 2009 18:00 Staaien Sint-Truiden                    | 6' Chimedza 9' Sidibe                                                        | 1-0 2-0 2-1             | 83' Juhasz                                                | Proto Deschacht, Van Damme, Juhász, Mazuch Chatelle (45' Legear), Gillet, Boussoufa, Biglia De Sutter (56' Lukaku), Suárez                       | 31' Mazuch 38' Chatelle 58' Van Damme                       |
| 20 september 2009 21:00 Constant Vanden Stockstadion Anderlecht | RSC Anderlecht                                                               | 1-1                     | AA Gent                                                   | Proto Juhasz, Mazuch, Deschacht Gillet, Kouyaté (10' Sare), Biglia, Van Damme, Boussoufa Lukaku (87' De Sutter), Suárez (70' Legear)             | 43' Boussoufa 50' Biglia 53' Boussoufa 53' Van Damme        |
| 20 september 2009 21:00 Constant Vanden Stockstadion Anderlecht | 32' Mazuch                                                                   | 1-0 1-1                 | 35' Leye                                                  | Proto Juhasz, Mazuch, Deschacht Gillet, Kouyaté (10' Sare), Biglia, Van Damme, Boussoufa Lukaku (87' De Sutter), Suárez (70' Legear)             | 43' Boussoufa 50' Biglia 53' Boussoufa 53' Van Damme        |
| 24 september 2009 20:30 Le Canonnier Moeskroen                  | Exc. Moeskroen                                                               | 1-2 (*)                 | RSC Anderlecht                                            | Proto Rnic, Bernardez, Juhasz, Deschacht Chatelle (75' Legear), Sare, Biglia (46' Gillet), Van Damme Suárez, De Sutter (66' Lukaku)              | 31' Van Damme 47' De Sutter                                 |
| 24 september 2009 20:30 Le Canonnier Moeskroen                  | 22' El Araichi                                                               | 1-0 1-1 1-2             | 32' Suárez 74' Lukaku                                     | Proto Rnic, Bernardez, Juhasz, Deschacht Chatelle (75' Legear), Sare, Biglia (46' Gillet), Van Damme Suárez, De Sutter (66' Lukaku)              | 31' Van Damme 47' De Sutter                                 |
| 27 september 2009 18:00 Constant Vanden Stockstadion Anderlecht | RSC Anderlecht                                                               | 1-0                     | Germinal Beerschot                                        | Proto Gillet, Juhasz, Deschacht, Van Damme Legear (82' Chatelle), Sare, Boussoufa, Kanu Suárez (90+1' Reynaldo), Lukaku (87' De Sutter)          | 90' Boussoufa                                               |
| 27 september 2009 18:00 Constant Vanden Stockstadion Anderlecht | 54' Lukaku                                                                   | 1-0                     |                                                           | Proto Gillet, Juhasz, Deschacht, Van Damme Legear (82' Chatelle), Sare, Boussoufa, Kanu Suárez (90+1' Reynaldo), Lukaku (87' De Sutter)          | 90' Boussoufa                                               |
| 4 oktober 2009 16:00 Jan Breydelstadion Brugge                  | Club Brugge                                                                  | 4-2                     | RSC Anderlecht                                            | Proto Gillet, Juhasz, Deschacht (35' Bernardez), Van Damme Legear (46' Chatelle), Biglia, Sare, Boussoufa De Sutter, Kanu (60' Lukaku)           | 25' Biglia 53' De Sutter 58' Gillet                         |
| 4 oktober 2009 16:00 Jan Breydelstadion Brugge                  | 17' Alcaraz 38' Geraerts 40' Sonck 86' Vargas                                | 1-0 1-1 2-1 3-1 4-1 4-2 | 23' De Sutter 90' De Sutter                               | Proto Gillet, Juhasz, Deschacht (35' Bernardez), Van Damme Legear (46' Chatelle), Biglia, Sare, Boussoufa De Sutter, Kanu (60' Lukaku)           | 25' Biglia 53' De Sutter 58' Gillet                         |
| 17 oktober 2009 20:00 Constant Vanden Stockstadion Anderlecht   | RSC Anderlecht                                                               | 2-0                     | SC Charleroi                                              | Proto Gillet, Mazuch, Juhasz, Van Damme Boussoufa, Sare, Biglia, Kanu (78' Chatelle) De Sutter (46' Suárez), Lukaku (90' Diandy)                 | 90+2' Van Damme                                             |
| 17 oktober 2009 20:00 Constant Vanden Stockstadion Anderlecht   | 26' Biglia 38' Lukaku                                                        | 1-0 2-0                 |                                                           | Proto Gillet, Mazuch, Juhasz, Van Damme Boussoufa, Sare, Biglia, Kanu (78' Chatelle) De Sutter (46' Suárez), Lukaku (90' Diandy)                 | 90+2' Van Damme                                             |
| 25 oktober 2009 20:30 Achter de Kazerne Mechelen                | KV Mechelen                                                                  | 0-2                     | RSC Anderlecht                                            | Proto Gillet, Juhasz, Mazuch, Deschacht Chatelle (60' Kouyaté), Sare, Biglia, Boussoufa (90+4' Diandy) Suárez, Lukaku (84' Frutos)               | 16' Gillet 18' Deschacht 38' Sare 76' Boussoufa 90+3' Proto |
| 25 oktober 2009 20:30 Achter de Kazerne Mechelen                |                                                                              | 0-1 0-2                 | 12' Lukaku 57' Boussoufa                                  | Proto Gillet, Juhasz, Mazuch, Deschacht Chatelle (60' Kouyaté), Sare, Biglia, Boussoufa (90+4' Diandy) Suárez, Lukaku (84' Frutos)               | 16' Gillet 18' Deschacht 38' Sare 76' Boussoufa 90+3' Proto |
| 31 oktober 2009 20:00 Constant Vanden Stockstadion Anderlecht   | RSC Anderlecht                                                               | 2-0                     | KSC Lokeren                                               | Proto Gillet, Mazuch, Juhasz, Deschacht Kanu (62' De Sutter), Sare, Biglia, Van Damme Suárez (78' Chatelle), Lukaku (82' Frutos)                 | 64' Suárez 67' Mazuch                                       |
| 31 oktober 2009 20:00 Constant Vanden Stockstadion Anderlecht   | 34' Lukaku 66' Suárez                                                        | 1-0 2-0                 |                                                           | Proto Gillet, Mazuch, Juhasz, Deschacht Kanu (62' De Sutter), Sare, Biglia, Van Damme Suárez (78' Chatelle), Lukaku (82' Frutos)                 | 64' Suárez 67' Mazuch                                       |
| 8 november 2009 18:00 Fenixstadion Genk                         | Racing Genk                                                                  | 0-2                     | RSC Anderlecht                                            | Proto Mazuch, Juhasz, Deschacht, Van Damme (83' Kouyaté) Gillet, Biglia, Sare, Boussoufa Suárez (64' Legear), De Sutter (69' Lukaku)             | 19' Boussoufa 90+3' Lukaku                                  |
| 8 november 2009 18:00 Fenixstadion Genk                         |                                                                              | 0-1 0-2                 | 25' Mazuch 90+4' Lukaku                                   | Proto Mazuch, Juhasz, Deschacht, Van Damme (83' Kouyaté) Gillet, Biglia, Sare, Boussoufa Suárez (64' Legear), De Sutter (69' Lukaku)             | 19' Boussoufa 90+3' Lukaku                                  |
| 21 november 2009 20:00 Constant Vanden Stockstadion Anderlecht  | RSC Anderlecht                                                               | 3-1                     | SV Roeselare                                              | Proto Gillet, Juhasz, Mazuch, Deschacht Sare, Biglia, Van Damme, Boussoufa De Sutter (67' Legear), Lukaku (78' Suárez)                           | 34' Boussoufa 63' Boussoufa 64' Deschacht                   |
| 21 november 2009 20:00 Constant Vanden Stockstadion Anderlecht  | 3' Juhasz 34' Sierens (own) 45+1' Lukaku                                     | 1-0 2-0 3-0 3-1         | 50' Vidarsson                                             | Proto Gillet, Juhasz, Mazuch, Deschacht Sare, Biglia, Van Damme, Boussoufa De Sutter (67' Legear), Lukaku (78' Suárez)                           | 34' Boussoufa 63' Boussoufa 64' Deschacht                   |
| Terugronde                                                      |                                                                              |                         |                                                           | |                                                             |
| 27 november 2009 20:30 Constant Vanden Stockstadion Anderlecht  | RSC Anderlecht                                                               | 1-0                     | KV Kortrijk                                               | Proto Mazuch, Juhasz, Deschacht, Van Damme Gillet, Sare, Biglia (87' Kouyaté), Legear (70' Chatelle) De Sutter (75' Suárez), Lukaku (90+1' Kanu) | 75' Biglia 90+1' Mazuch                                     |
| 27 november 2009 20:30 Constant Vanden Stockstadion Anderlecht  | 12' Juhasz                                                                   | 1-0                     |                                                           | Proto Mazuch, Juhasz, Deschacht, Van Damme Gillet, Sare, Biglia (87' Kouyaté), Legear (70' Chatelle) De Sutter (75' Suárez), Lukaku (90+1' Kanu) | 75' Biglia 90+1' Mazuch                                     |
| 6 december 2009 20:30 Jan Breydelstadion Brugge                 | Cercle Brugge                                                                | 1-3                     | RSC Anderlecht                                            | Proto Gillet, Juhasz, Mazuch, Deschacht Legear (81' Suarez), Biglia, Sare, Van Damme, Boussoufa De Sutter (62' Frutos)                           | 79' Biglia 90+2' Frutos                                     |
| 6 december 2009 20:30 Jan Breydelstadion Brugge                 | 80' Iachtchouk                                                               | 0-1 0-2 1-2 1-3         | 39' Legear 41' Boussoufa 90+1' Frutos                     | Proto Gillet, Juhasz, Mazuch, Deschacht Legear (81' Suarez), Biglia, Sare, Van Damme, Boussoufa De Sutter (62' Frutos)                           | 79' Biglia 90+2' Frutos                                     |
| 11 december 2009 20:30 't Kuipje Westerlo                       | KVC Westerlo                                                                 | 0-2                     | RSC Anderlecht                                            | Proto Gillet, Juhasz, Mazuch, Deschacht Legear (79' Chatelle), Kouyaté, Boussoufa, Van Damme Suarez (60' Frutos), Lukaku (86' Diandy)            |                                                             |
| 11 december 2009 20:30 't Kuipje Westerlo                       |                                                                              | 0-1 0-2                 | 35' Lukaku 82' Frutos                                     | Proto Gillet, Juhasz, Mazuch, Deschacht Legear (79' Chatelle), Kouyaté, Boussoufa, Van Damme Suarez (60' Frutos), Lukaku (86' Diandy)            |                                                             |
| 27 december 2009 18:00 Jules Ottenstadion Gent                  | AA Gent                                                                      | 2-2                     | RSC Anderlecht                                            | Proto Gillet (83' Kanu), Juhasz, Mazuch, Deschacht (59' De Sutter) Legear, Biglia, Kouyaté, Van Damme Boussoufa, Lukaku (59' Frutos)             | 14' Van Damme 41' Mazuch 51' Deschacht                      |
| 27 december 2009 18:00 Jules Ottenstadion Gent                  | 5' Maric 49' Coulibaly                                                       | 1-0 2-0 2-1 2-2         | 60' Legear 88' De Sutter                                  | Proto Gillet (83' Kanu), Juhasz, Mazuch, Deschacht (59' De Sutter) Legear, Biglia, Kouyaté, Van Damme Boussoufa, Lukaku (59' Frutos)             | 14' Van Damme 41' Mazuch 51' Deschacht                      |
| 30 december 2009 20:30 Constant Vanden Stockstadion Anderlecht  | RSC Anderlecht                                                               | 2-1                     | Zulte Waregem                                             | Proto Gillet, Mazuch, Juhasz, Deschacht Legear (66' Chatelle), Kouyaté, Boussoufa, Van Damme De Sutter (86' Kanu), Lukaku (80' Frutos)           | 27' Kouyaté 48' Van Damme 90+1' Boussoufa                   |
| 30 december 2009 20:30 Constant Vanden Stockstadion Anderlecht  | 34' De Sutter 45' De Sutter                                                  | 1-0 2-0 2-1             | 55' Berrier                                               | Proto Gillet, Mazuch, Juhasz, Deschacht Legear (66' Chatelle), Kouyaté, Boussoufa, Van Damme De Sutter (86' Kanu), Lukaku (80' Frutos)           | 27' Kouyaté 48' Van Damme 90+1' Boussoufa                   |
| 17 januari 2010 14:30 Stade Maurice Dufrasne Luik               | Standard Luik                                                                | 0-4                     | RSC Anderlecht                                            | Proto Gillet, Mazuch, Juhasz, Deschacht Legear (85' Suarez), Kouyaté, Biglia, Van Damme (29' Kanu), Boussoufa Lukaku (71' De Sutter)             | 8' Legear 24' Gillet 57' Deschacht 90' Mazuch               |
| 17 januari 2010 14:30 Stade Maurice Dufrasne Luik               |                                                                              | 0-1 0-2 0-3 0-4         | 8' Legear 51' Lukaku Traoré (own) Mangala (own)           | Proto Gillet, Mazuch, Juhasz, Deschacht Legear (85' Suarez), Kouyaté, Biglia, Van Damme (29' Kanu), Boussoufa Lukaku (71' De Sutter)             | 8' Legear 24' Gillet 57' Deschacht 90' Mazuch               |
| 29 januari 2010 20:30 't Kiel Antwerpen                         | Germinal Beerschot                                                           | 0-5                     | RSC Anderlecht                                            | Proto Gillet, Juhasz (76' Bernardez), Deschacht, Van Damme Legear (85' Frutos), Kouyaté, Biglia (70' Sare), Kanu, Boussoufa Lukaku               | 69' Van Damme                                               |
| 29 januari 2010 20:30 't Kiel Antwerpen                         |                                                                              | 0-1 0-2 0-3 0-4 0-5     | 11' Lukaku 45+1' Kanu 60' Legaer 64' Boussoufa 75' Lukaku | Proto Gillet, Juhasz (76' Bernardez), Deschacht, Van Damme Legear (85' Frutos), Kouyaté, Biglia (70' Sare), Kanu, Boussoufa Lukaku               | 69' Van Damme                                               |
| 3 februari 2010 20:30 Constant Vanden Stockstadion Anderlecht   | RSC Anderlecht                                                               | 3-2                     | Club Brugge                                               | Proto Gillet, Juhasz, Mazuch, Deschacht (72' Frutos) Legear (46' Suarez), Biglia, Kouyaté, Van Damme, Boussoufa Lukaku (86' De Sutter)           | 41' Boussoufa                                               |
| 3 februari 2010 20:30 Constant Vanden Stockstadion Anderlecht   | 7' Juhasz 74' Frutos 90+1' Boussoufa                                         | 1-0 1-1 1-2 2-2 3-2     | 19' Odjidja Ofoe 59' Kouemaha                             | Proto Gillet, Juhasz, Mazuch, Deschacht (72' Frutos) Legear (46' Suarez), Biglia, Kouyaté, Van Damme, Boussoufa Lukaku (86' De Sutter)           | 41' Boussoufa                                               |
| 6 februari 2010 20:00 Constant Vanden Stockstadion Anderlecht   | RSC Anderlecht                                                               | 1-2                     | Sint-Truiden                                              | Proto Gillet, Juhasz, Mazuch, Van Damme Boussoufa, Biglia, Kouyaté (76' Sare), Kanu (85' De Sutter) Suarez, Frutos (62' Lukaku)                  | 35' Gillet 89' Van Damme                                    |
| 6 februari 2010 20:00 Constant Vanden Stockstadion Anderlecht   | 24' Van Damme                                                                | 1-0 1-1 1-2             | 30' Delorge 89' Chimedza                                  | Proto Gillet, Juhasz, Mazuch, Van Damme Boussoufa, Biglia, Kouyaté (76' Sare), Kanu (85' De Sutter) Suarez, Frutos (62' Lukaku)                  | 35' Gillet 89' Van Damme                                    |
| 21 februari 2010 18:00 Constant Vanden Stockstadion Anderlecht  | RSC Anderlecht                                                               | 2-0                     | KV Mechelen                                               | Proto Gillet, Juhasz, Mazuch, Deschacht Chatelle (59' Legear), Biglia, Kouyaté, Boussoufa (86' Kanu) Suarez, De Sutter (71' Lukaku)              | 39' Juhasz                                                  |
| 21 februari 2010 18:00 Constant Vanden Stockstadion Anderlecht  | 74' Gillet 76' Lukaku                                                        | 1-0 2-0                 |                                                           | Proto Gillet, Juhasz, Mazuch, Deschacht Chatelle (59' Legear), Biglia, Kouyaté, Boussoufa (86' Kanu) Suarez, De Sutter (71' Lukaku)              | 39' Juhasz                                                  |
| 28 februari 2010 20:30 Schiervelde Roeselare                    | SV Roeselare                                                                 | 1-2                     | RSC Anderlecht                                            | Proto Mazuch, Juhasz, Deschacht, Van Damme Gillet, Kouyaté, Biglia, Boussoufa (90+1' Sare) Suarez (79' Kanu), De Sutter (63' Lukaku)             | 24' Mazuch 57' Biglia 65' Gillet 75' Mazuch                 |
| 28 februari 2010 20:30 Schiervelde Roeselare                    | 25' Rukavytsya                                                               | 1-0 1-1 1-2             | 36' Mazuch 61' Suarez                                     | Proto Mazuch, Juhasz, Deschacht, Van Damme Gillet, Kouyaté, Biglia, Boussoufa (90+1' Sare) Suarez (79' Kanu), De Sutter (63' Lukaku)             | 24' Mazuch 57' Biglia 65' Gillet 75' Mazuch                 |
| 6 maart 2010 18:00 Stade du Pays de Charleroi Charleroi         | SC Charleroi                                                                 | 0-2                     | RSC Anderlecht                                            | Proto Rnic, Juhasz, Deschacht, Van Damme Boussoufa (83' Legear), Biglia (83' Sare), Kouyaté, Kanu Suarez, De Sutter (65' Lukaku)                 | 62' Deschacht 71' Proto 89' Van Damme                       |
| 6 maart 2010 18:00 Stade du Pays de Charleroi Charleroi         |                                                                              | 0-1 0-2                 | 17' Suarez 45+1' De Sutter                                | Proto Rnic, Juhasz, Deschacht, Van Damme Boussoufa (83' Legear), Biglia (83' Sare), Kouyaté, Kanu Suarez, De Sutter (65' Lukaku)                 | 62' Deschacht 71' Proto 89' Van Damme                       |
| 14 maart 2010 20:00 Constant Vanden Stockstadion Anderlecht     | RSC Anderlecht                                                               | 2-0                     | Racing Genk                                               | Proto Gillet, Mazuch, Juhasz, Deschacht Legear (88' De Sutter), Biglia, Kouyaté, Boussoufa Suarez, Lukaku (81' Kanu)                             | 40' Boussoufa 43' Suarez 44' Biglia                         |
| 14 maart 2010 20:00 Constant Vanden Stockstadion Anderlecht     | 52' Lukaku 89' De Sutter                                                     | 1-0 2-0                 |                                                           | Proto Gillet, Mazuch, Juhasz, Deschacht Legear (88' De Sutter), Biglia, Kouyaté, Boussoufa Suarez, Lukaku (81' Kanu)                             | 40' Boussoufa 43' Suarez 44' Biglia                         |
| 21 maart 2010 20:00 Daknamstadion Lokeren                       | KSC Lokeren                                                                  | 0-4                     | RSC Anderlecht                                            | Proto Gillet, Mazuch, Juhasz (66' Bernardez), Deschacht Legear (46' Kanu), Biglia, Kouyaté, Boussoufa Suarez (66' Chatelle), Lukaku              | 31' Juhasz 84' Biglia                                       |
| 21 maart 2010 20:00 Daknamstadion Lokeren                       |                                                                              | 0-1 0-2 0-3 0-4         | 3' Lukaku 29' Kouyaté 59' Juhasz 64' Boussoufa            | Proto Gillet, Mazuch, Juhasz (66' Bernardez), Deschacht Legear (46' Kanu), Biglia, Kouyaté, Boussoufa Suarez (66' Chatelle), Lukaku              | 31' Juhasz 84' Biglia                                       |
| Play-Off I                                                      |                                                                              |                         |                                                           | |                                                             |
| 28 maart 2010 20:30 Constant Vanden Stockstadion Anderlecht     | RSC Anderlecht                                                               | 6-0                     | Zulte Waregem                                             | Proto Gillet, Juhasz, Mazuch, Deschacht Boussoufa, Kouyaté (80' Rnic), Biglia (84' Kanu), Van Damme Suarez, Lukaku (70' De Sutter)               |                                                             |
| 28 maart 2010 20:30 Constant Vanden Stockstadion Anderlecht     | 9' Boussoufa 51' Suarez 57' Van Damme 79' De Sutter 83' Gillet 86' Boussoufa | 1-0 2-0 3-0 4-0 5-0 6-0 |                                                           | Proto Gillet, Juhasz, Mazuch, Deschacht Boussoufa, Kouyaté (80' Rnic), Biglia (84' Kanu), Van Damme Suarez, Lukaku (70' De Sutter)               |                                                             |
| 31 maart 2010 20:30 Jules Ottenstadion Gent                     | AA Gent                                                                      | 1-3                     | RSC Anderlecht                                            | Proto Mazuch, Juhasz, Deschacht, Van Damme Gillet, Biglia, Kouyaté, Boussoufa Suarez (82' Kanu), De Sutter (76' Lukaku)                          |                                                             |
| 31 maart 2010 20:30 Jules Ottenstadion Gent                     | 62' Custovic                                                                 | 0-1 0-2 0-3 1-3         | 10' Boussoufa 23' Juhasz 40' Gillet                       | Proto Mazuch, Juhasz, Deschacht, Van Damme Gillet, Biglia, Kouyaté, Boussoufa Suarez (82' Kanu), De Sutter (76' Lukaku)                          |                                                             |
| 3 april 2010 20:00 Constant Vanden Stockstadion Anderlecht      | RSC Anderlecht                                                               | 2-2                     | Club Brugge                                               | Proto Gillet, Mazuch, Juhasz, Deschacht Boussoufa (87' Kanu), Biglia, Kouyaté, Van Damme Suarez, Lukaku (72' De Sutter)                          | 60' Van Damme 61' Suarez                                    |
| 3 april 2010 20:00 Constant Vanden Stockstadion Anderlecht      | 16' Donk (own) 54' Suarez                                                    | 1-0 2-0 2-1 2-2         | 56' Dirar 82' Donk                                        | Proto Gillet, Mazuch, Juhasz, Deschacht Boussoufa (87' Kanu), Biglia, Kouyaté, Van Damme Suarez, Lukaku (72' De Sutter)                          | 60' Van Damme 61' Suarez                                    |
| 9 april 2010 20:30 Staaien Sint-Truiden                         | Sint-Truiden                                                                 | 1-1                     | RSC Anderlecht                                            | Proto Gillet, Mazuch, Juhasz, Deschacht Boussoufa (84' Kanu), Biglia, Kouyaté, Van Damme Suarez (77' De Sutter), Lukaku (58' Legear)             | 44' Suarez 61' Juhasz                                       |
| 9 april 2010 20:30 Staaien Sint-Truiden                         | 31' Schouterden                                                              | 0-1 1-1                 | 30' Boussoufa                                             | Proto Gillet, Mazuch, Juhasz, Deschacht Boussoufa (84' Kanu), Biglia, Kouyaté, Van Damme Suarez (77' De Sutter), Lukaku (58' Legear)             | 44' Suarez 61' Juhasz                                       |
| 14 april 2010 20:30 Constant Vanden Stockstadion Anderlecht     | RSC Anderlecht                                                               | 1-0                     | KV Kortrijk                                               | Proto Rnic, Mazuch, Juhasz, Deschacht Gillet, Biglia, Boussoufa, Van Damme Suarez, Lukaku (64' De Sutter) (80' Chatelle)                         |                                                             |
| 14 april 2010 20:30 Constant Vanden Stockstadion Anderlecht     | 34' Mazuch                                                                   | 1-0                     |                                                           | Proto Rnic, Mazuch, Juhasz, Deschacht Gillet, Biglia, Boussoufa, Van Damme Suarez, Lukaku (64' De Sutter) (80' Chatelle)                         |                                                             |
| 18 april 2010 16:00 Jan Breydelstadion Brugge                   | Club Brugge                                                                  | 1-2                     | RSC Anderlecht                                            | Proto Gillet, Mazuch, Juhahsz, Deschacht Boussoufa (90+1' Rnic), Biglia, Sare, Van Damme (81' Kouyaté) Suarez, Lukaku (76' Chatelle)             | 41' Sare                                                    |
| 18 april 2010 16:00 Jan Breydelstadion Brugge                   | 90+3' Sonck                                                                  | 0-1 0-2 1-2             | 28' Van Damme 86' Suarez                                  | Proto Gillet, Mazuch, Juhahsz, Deschacht Boussoufa (90+1' Rnic), Biglia, Sare, Van Damme (81' Kouyaté) Suarez, Lukaku (76' Chatelle)             | 41' Sare                                                    |
| 25 april 2010 20:30 Constant Vanden Stockstadion Anderlecht     | RSC Anderlecht                                                               | 4-2                     | AA Gent                                                   | Proto Rnic, Mazuch, Juhasz, Deschacht Chatelle, Gillet, Biglia (86' Polak), Van Damme (80' Diandy) Suarez, Lukaku (69' Boussoufa)                |                                                             |
| 25 april 2010 20:30 Constant Vanden Stockstadion Anderlecht     | 3' Van Damme 14' Suarez 17' Chatelle 72' Gillet                              | 1-0 2-0 3-0 3-1 3-2 4-2 | 65' Coulibaly 71' Grondin                                 | Proto Rnic, Mazuch, Juhasz, Deschacht Chatelle, Gillet, Biglia (86' Polak), Van Damme (80' Diandy) Suarez, Lukaku (69' Boussoufa)                |                                                             |
| 30 april 2010 20:30 Regenboogstadion Waregem                    | Zulte Waregem                                                                | 0-0                     | RSC Anderlecht                                            | Schollen Gillet, Bernardez, Juhasz, Deschacht Chatelle (84' Badibanga), Marecek, Sare, Van Damme (62' Polak) Boussoufa (Diandy), Suarez          | 33' Sare                                                    |
| 30 april 2010 20:30 Regenboogstadion Waregem                    |                                                                              |                         |                                                           | Schollen Gillet, Bernardez, Juhasz, Deschacht Chatelle (84' Badibanga), Marecek, Sare, Van Damme (62' Polak) Boussoufa (Diandy), Suarez          | 33' Sare                                                    |
| 5 mei 2010 20:30 Guldensporenstadion Kortrijk                   | KV Kortrijk                                                                  | 1-3                     | RSC Anderlecht                                            | Schollen Gillet, Mazuch, Bernardez, Deschacht Chatelle (74' Badibanga), Marecek (87' Diandy), Biglia, Van Damme (59' Polak) Boussoufa, Suarez    | 77' Polak 78' Bernardez 83' Badibanga 86' Badibanga         |
| 5 mei 2010 20:30 Guldensporenstadion Kortrijk                   | 50' Benteke                                                                  | 0-1 0-2 1-2 1-3         | 29' Van Damme 44' Boussoufa 84' Badibanga                 | Schollen Gillet, Mazuch, Bernardez, Deschacht Chatelle (74' Badibanga), Marecek (87' Diandy), Biglia, Van Damme (59' Polak) Boussoufa, Suarez    | 77' Polak 78' Bernardez 83' Badibanga 86' Badibanga         |
| 8 mei 2010 20:00 Constant Vanden Stockstadion Anderlecht        | RSC Anderlecht                                                               | 2-1                     | Sint-Truiden                                              | Zitka Gillet, Mazuch, Juhasz, Deschacht Chatelle (67' Legear), Biglia, Polak (83' Wasilewski), Van Damme Boussoufa, Suarez (74' Lukaku)          | 23' Chatelle 54' Van Damme                                  |
| 8 mei 2010 20:00 Constant Vanden Stockstadion Anderlecht        | 18' Van Damme 58' Suarez                                                     | 1-0 2-0 2-1             | 72' Cantaluppi                                            | Zitka Gillet, Mazuch, Juhasz, Deschacht Chatelle (67' Legear), Biglia, Polak (83' Wasilewski), Van Damme Boussoufa, Suarez (74' Lukaku)          | 23' Chatelle 54' Van Damme                                  |

(*) Excelsior Moeskroen werd uit de Jupiler Pro League geschrapt. Alle behaalde punten uit de wedstrijden tegen Moeskroen moesten opnieuw ingeleverd worden.

#### Uitrustingen reguliere competitie
| KOR (uit) | CER (thuis) | WES (thuis) | ZWA (uit) | STA (thuis) | STVV (uit) | GNT (thuis) | MOE (uit) | GBA (thuis) | CLUB (uit) |

| CHA (thuis) | MEC (uit) | LOK (thuis) | GNK (uit) | ROE (thuis) | KOR (thuis) | CER (uit) | WES (uit) | GNT (uit) | ZWA (thuis) |

| STA (uit) | GBA (uit) | CLUB (thuis) | STVV (thuis) | MEC (thuis) | ROE (uit) | CHA (uit) | GNK (thuis) | LOK (uit) · | Thuiswedstrijd tegen Moeskroen werd niet gespeeld wegens faillissement Moeskroen |

#### Uitrustingen play-offs
| ZWA (thuis) | GNT (uit) | CLUB (thuis) | STVV (uit) | KOR (thuis) |

| CLUB (uit) | GNT (thuis) | ZWA (uit) | KOR (uit) | STVV (thuis) |

### Statistieken
De gegevens (gele/rode kaarten, doelpunten, etc.) uit de wedstrijd tegen Moeskroen telden nog wel mee.

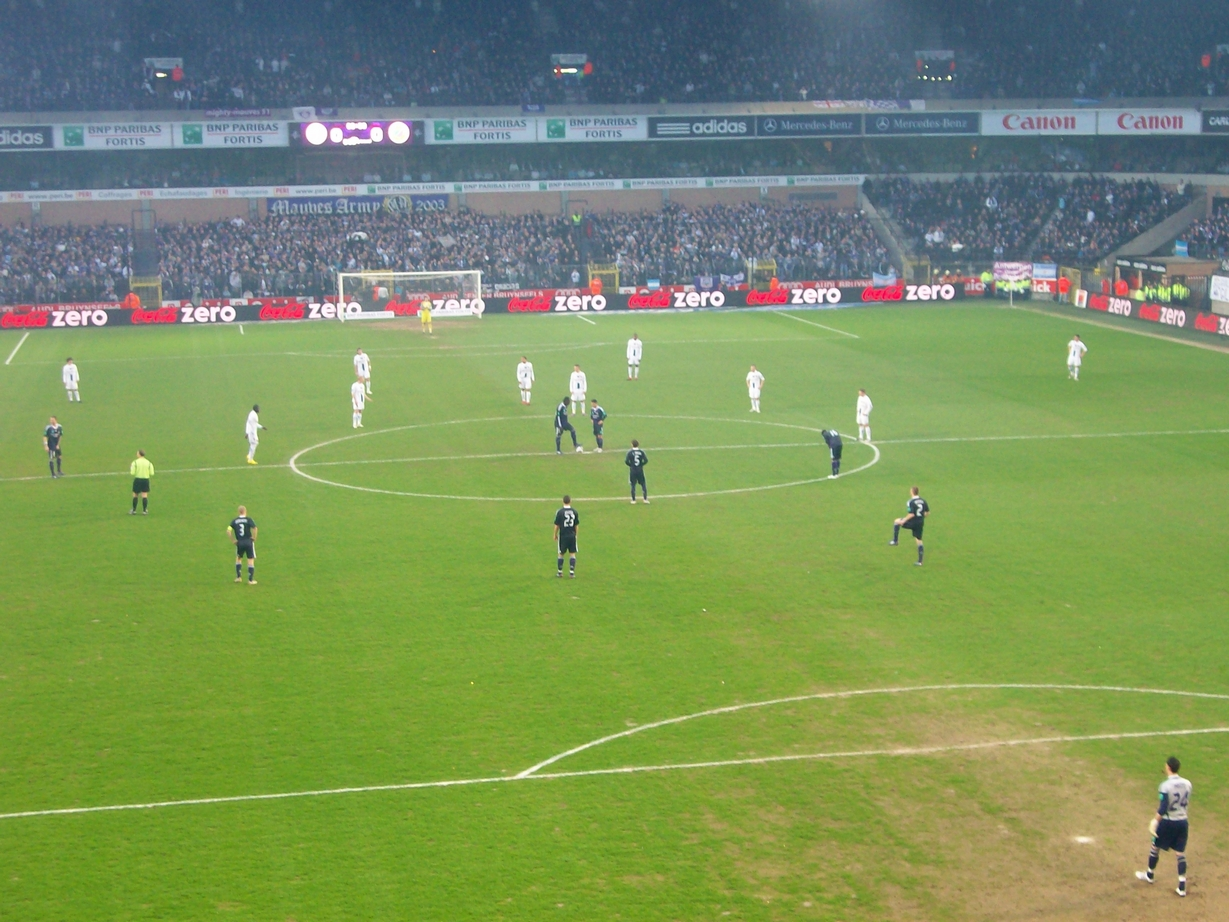
Aftrap van RSCA - Club Brugge (2-2), wedstrijd uit play-off I.

| No. | Naam               | Wedstr. |    |    |   |    |    |
| --- | ------------------ | ------- | -- | -- | - | -- | -- |
| 1   | Daniel Zitka       | 1       | 0  | 0  | 0 | 0  | 0  |
| 2   | Ondřej Mazuch      | 30      | 4  | 6  | 1 | 0  | 1  |
| 3   | Olivier Deschacht  | 37      | 0  | 5  | 0 | 0  | 3  |
| 4   | Arnold Kruiswijk   | 0       | 0  | 0  | 0 | 0  | 0  |
| 5   | Lucas Biglia       | 35      | 0  | 8  | 0 | 0  | 7  |
| 6   | Jelle Van Damme    | 33      | 7  | 12 | 0 | 0  | 7  |
| 8   | Jan Polák          | 7       | 0  | 2  | 0 | 3  | 1  |
| 9   | Matías Suárez      | 35      | 11 | 4  | 0 | 6  | 11 |
| 10  | Kanu               | 23      | 1  | 0  | 0 | 14 | 5  |
| 11  | Mbark Boussoufa    | 36      | 12 | 13 | 2 | 1  | 8  |
| 12  | Thomas Chatelle    | 23      | 1  | 3  | 0 | 12 | 7  |
| 13  | Jonathan Legear    | 23      | 4  | 1  | 0 | 9  | 13 |
| 16  | Cheikhou Kouyaté   | 21      | 1  | 1  | 0 | 4  | 3  |
| 18  | Lukáš Mareček      | 2       | 0  | 0  | 0 | 0  | 1  |
| 19  | Nicolás Frutos     | 10      | 3  | 1  | 0 | 9  | 1  |
| 21  | Tom De Sutter      | 29      | 8  | 2  | 0 | 12 | 16 |
| 22  | Davy Schollen      | 2       | 0  | 0  | 0 | 0  | 0  |
| 23  | Roland Juhász      | 38      | 5  | 3  | 0 | 0  | 2  |
| 24  | Silvio Proto       | 36      | 0  | 2  | 0 | 0  | 0  |
| 25  | Sébastien Bruzzese | 0       | 0  | 0  | 0 | 0  | 0  |
| 26  | Víctor Bernárdez   | 7       | 0  | 1  | 0 | 4  | 0  |
| 27  | Marcin Wasilewski  | 6       | 1  | 2  | 0 | 1  | 1  |
| 28  | Michael Cordier    | 0       | 0  | 0  | 0 | 0  | 0  |
| 30  | Guillaume Gillet   | 37      | 4  | 5  | 0 | 3  | 2  |
| 32  | Christophe Diandy  | 6       | 0  | 0  | 0 | 6  | 0  |
| 36  | Romelu Lukaku      | 33      | 15 | 1  | 0 | 12 | 19 |
| 37  | Reynaldo           | 3       | 0  | 0  | 0 | 3  | 0  |
| 39  | Ziguy Badibanga    | 2       | 1  | 0  | 1 | 2  | 0  |
| 44  | Nemanja Rnic       | 6       | 0  | 0  | 0 | 2  | 0  |
| 99  | Bakary Sare        | 18      | 0  | 3  | 0 | 6  | 0  |

### Overzicht
| Speeldag  | 1 | 2 | 3 | 4  | 5  | 6  | 7  | -   | 8  | 9  | 10 | 11 | 12 | 13 | 14 | 15 | 16 | 17 | 18 | 19 | 20 | 21 | 22 | 23 | 24 | 25 | 26 | 27 | 28 |  | 1  | 2  | 3  | 4  | 5  | 6  | 7  | 8  | 9  | 10 |
| --------- | - | - | - | -- | -- | -- | -- | --- | -- | -- | -- | -- | -- | -- | -- | -- | -- | -- | -- | -- | -- | -- | -- | -- | -- | -- | -- | -- | -- |  | -- | -- | -- | -- | -- | -- | -- | -- | -- | -- |
| Resultaat | w | w | w | w  | g  | v  | g  | (*) | w  | v  | w  | w  | w  | w  | w  | w  | w  | w  | g  | w  | w  | w  | w  | v  | w  | w  | w  | w  | w  |  | w  | w  | g  | g  | w  | w  | w  | g  | w  | w  |
| Punten    | 3 | 6 | 9 | 12 | 13 | 13 | 14 | (*) | 17 | 17 | 20 | 23 | 26 | 29 | 32 | 35 | 38 | 41 | 42 | 45 | 48 | 51 | 54 | 54 | 57 | 60 | 63 | 66 | 69 |  | 38 | 41 | 42 | 43 | 46 | 49 | 52 | 53 | 56 | 59 |
| Positie   | 1 | 1 | 1 | 1  | 1  | 2  | 2  | (*) | 1  | 2  | 2  | 2  | 2  | 1  | 1  | 1  | 1  | 1  | 1  | 1  | 1  | 1  | 1  | 1  | 1  | 1  | 1  | 1  | 1  |  | 1  | 1  | 1  | 1  | 1  | 1  | 1  | 1  | 1  | 1  |

(*) Anderlecht verloor 3 punten nadat Excelsior Moeskroen uit eerste klasse geschrapt werd.

### Klassement voor de Play-offs
| pos | Club               | GS | W  | G  | V  | P  | DV | DT | DS  |
| --- | ------------------ | -- | -- | -- | -- | -- | -- | -- | --- |
| 1.  | RSC Anderlecht     | 28 | 22 | 3  | 3  | 69 | 62 | 20 | +42 |
| 2.  | Club Brugge KV     | 28 | 17 | 6  | 5  | 57 | 52 | 33 | +19 |
| 3.  | AA Gent            | 28 | 14 | 7  | 7  | 49 | 49 | 30 | +19 |
| 4.  | KV Kortrijk        | 28 | 12 | 9  | 7  | 45 | 39 | 30 | +9  |
| 5.  | Sint-Truiden VV    | 28 | 12 | 10 | 6  | 42 | 35 | 35 | 0   |
| 6.  | SV Zulte Waregem   | 28 | 10 | 11 | 7  | 41 | 39 | 32 | +7  |
| 7.  | KV Mechelen        | 28 | 12 | 3  | 13 | 39 | 36 | 46 | −10 |
| 8.  | Standard Luik      | 28 | 10 | 9  | 9  | 39 | 38 | 34 | +4  |
| 9.  | Cercle Brugge      | 28 | 11 | 5  | 12 | 38 | 45 | 40 | +5  |
| 10. | Germinal Beerschot | 28 | 9  | 8  | 11 | 35 | 30 | 43 | −13 |
| 11. | KRC Genk           | 28 | 8  | 10 | 10 | 34 | 33 | 31 | +2  |
| 12. | KVC Westerlo       | 28 | 8  | 8  | 12 | 32 | 28 | 34 | −6  |
| 13. | Sporting Charleroi | 28 | 5  | 8  | 15 | 23 | 28 | 45 | −17 |
| 14. | KSC Lokeren        | 28 | 5  | 3  | 20 | 18 | 22 | 54 | −32 |
| 15. | KSV Roeselare      | 28 | 4  | 6  | 18 | 18 | 29 | 58 | −29 |

### Klassement Play-off I
|           |   |                | P  | W | G | V | +  | -  | DS  | Ptn |
| --------- | - | -------------- | -- | - | - | - | -- | -- | --- | --- |
| K         | 1 | RSC Anderlecht | 10 | 7 | 3 | 0 | 24 | 9  | +15 | 59  |
| (CL)      | 2 | AA Gent        | 10 | 4 | 4 | 2 | 20 | 13 | +7  | 41  |
| (EL)      | 3 | Club Brugge    | 10 | 3 | 3 | 4 | 14 | 15 | −1  | 41  |
| (barrage) | 4 | Sint-Truiden   | 10 | 3 | 4 | 3 | 9  | 10 | −1  | 34  |
|           | 5 | KV Kortrijk    | 10 | 3 | 1 | 6 | 9  | 13 | −4  | 33  |
|           | 6 | Zulte Waregem  | 10 | 2 | 1 | 7 | 7  | 23 | −16 | 28  |

## Europees
RSC Anderlecht schakelde in de derde voorronde van de UEFA Champions League het Turkse Sivasspor uit. Anderlecht kwalificeerde zich zo voor de vierde voorronde. Hierin speelde paars-wit tegen Olympique Lyon. Ze werden echter uitgeschakeld met zware 5-1 en 1-3 cijfers.
Anderlecht stond hierdoor in de UEFA Europa League groepsfase, waarin het FC Timișoara, Ajax Amsterdam en Dinamo Zagreb lootte. Tijdens de wedstrijd Anderlecht - FC Timișoara (eindstand 3-1), maakte Boussoufa met de 2-1 het 500e doelpunt van Anderlecht in Europese clubcompetities. Vervolgens verloor Anderlecht thuis met 0-1 van Dinamo Zagreb waardoor de Brusselaars toch nog moesten vrezen voor de uitschakeling. Maar twee weken later won Anderlecht met 1-3 in Ajax Amsterdam. Paars-wit plaatste zich zo als groepswinnaar voor de volgende ronde.
De tegenstander in de 1/16 finale was het Spaanse Athletic Bilbao. Anderlecht speelde in Bilbao gelijk en won thuis met 4-0. In de 1/8 finale was Hamburger SV de tegenstander. HSV had in de 1/16 finale PSV Eindhoven uitgeschakeld en was geen onbekende voor Anderlecht. In 1976/77 had Anderlecht in de finale van de Europacup II met 2-0 verloren van HSV. Op 11 maart 2010 verloor Anderlecht met hetzelfde verschil de heenwedstrijd: het werd 3-1 in Hamburg. In de terugwedstrijd kon Anderlecht die nederlaag niet rechtzetten. Het werd wel 4-3, maar dat bleek onvoldoende om de kwartfinale te bereiken. Jonathan Legear sloot het toernooi af als topschutter van het elftal. Met zes doelpunten scoorde hij het meeste goals in Europa. Enkel Paul Van Himst, Rob Rensenbrink, Erwin Vandenbergh, Luc Nilis, Jan Koller en Nenad Jestrovic scoorden ooit meer dan zes doelpunten in één Europese campagne, en dat in 49 deelnames aan Europese toernooien.

### Wedstrijden
| UEFA Champions League                                          |                                                                     |                             |                                        | |                                                   |
| Wedstrijddetails                                               | Thuisploeg                                                          | Uitslag                     | Uitploeg                               | Opstelling | Kaarten                                           |
| 3e voorronde                                                   |                                                                     |                             |                                        | |                                                   |
| 28 juli 2009 20:45 Constant Vanden Stockstadion Anderlecht     | RSC Anderlecht                                                      | 5-0                         | Sivasspor                              | Proto Wasilewski, Juhász, Deschacht, Van Damme Biglia, Polak, Boussoufa, Chatelle (70' Legaer) Suárez (74' Frutos), De Sutter (79' Gillet) | 63' Van Damme                                     |
| 28 juli 2009 20:45 Constant Vanden Stockstadion Anderlecht     | 18' De Sutter 22' Boussoufa 32' Chatelle 76' De Sutter 90+1' Frutos | 1-0 2-0 3-0 4-0 5-0         |                                        | Proto Wasilewski, Juhász, Deschacht, Van Damme Biglia, Polak, Boussoufa, Chatelle (70' Legaer) Suárez (74' Frutos), De Sutter (79' Gillet) | 63' Van Damme                                     |
| 4 augustus 2009 20:45 Sivas 4 Eylülstadion Sivas               | Sivasspor                                                           | 3-1                         | RSC Anderlecht                         | Proto Wasilewski, Juhász, Deschacht, Van Damme Polak, Sare, Gillet, Chatelle De Sutter (57' Frutos), Boussoufa (76' Reynaldo)              |                                                   |
| 4 augustus 2009 20:45 Sivas 4 Eylülstadion Sivas               | 11' Ersen Martin 18' Yannick Kamanan 57' Aydin Musa                 | 1-0 2-0 2-1 3-1             | 33' Van Damme                          | Proto Wasilewski, Juhász, Deschacht, Van Damme Polak, Sare, Gillet, Chatelle De Sutter (57' Frutos), Boussoufa (76' Reynaldo)              |                                                   |
| Play-offs                                                      |                                                                     |                             |                                        | |                                                   |
| 19 augustus 2009 20:45 Stade de Gerland Lyon                   | Olympique Lyon                                                      | 5-1                         | RSC Anderlecht                         | Proto Wasilewski, Juhász, Deschacht, Van Damme Polak, Biglia, Gillet (46'Legaer), Boussoufa Suárez, De Sutter (73' Lukaku)                 | 15' Proto 16' Van Damme 67' Polak 67' Suárez      |
| 19 augustus 2009 20:45 Stade de Gerland Lyon                   | 11' Pjanic 16' Lisandro 40' Bastos 42' Gomis 63' Gomis              | 1-0 2-0 3-0 4-0 4-1 5-1     | 58' Suárez                             | Proto Wasilewski, Juhász, Deschacht, Van Damme Polak, Biglia, Gillet (46'Legaer), Boussoufa Suárez, De Sutter (73' Lukaku)                 | 15' Proto 16' Van Damme 67' Polak 67' Suárez      |
| 25 augustus 2009 20:45 Constant Vanden Stockstadion Anderlecht | RSC Anderlecht                                                      | 1-3                         | Olympique Lyon                         | Schollen Wasilewski, Mazuch, Juhász, Deschacht Chatelle (67' Reynaldo), Polak (45' Biglia), Sare, Gillet, Boussoufa De Sutter (45' Suárez) | 69' Boussoufa                                     |
| 25 augustus 2009 20:45 Constant Vanden Stockstadion Anderlecht | 51' Suárez                                                          | 0-1 0-2 0-3 1-3             | 26' Lisandro 32' Lisandro 41' Lisandro | Schollen Wasilewski, Mazuch, Juhász, Deschacht Chatelle (67' Reynaldo), Polak (45' Biglia), Sare, Gillet, Boussoufa De Sutter (45' Suárez) | 69' Boussoufa                                     |
| UEFA Europa League                                             |                                                                     |                             |                                        | |                                                   |
| Wedstrijddetails                                               | Thuisploeg                                                          | Uitslag                     | Uitploeg                               | Opstelling | Kaarten                                           |
| Groepsfase                                                     |                                                                     |                             |                                        | |                                                   |
| 17 september 2009 19:00 Maksimir Stadion Zagreb                | Dinamo Zagreb                                                       | 0-2                         | RSC Anderlecht                         | Proto Mazuch, Juhasz, Bernardez, Deschacht Biglia, Gillet, Sare, Kouyaté (72' Legear), Boussoufa (91' Chatelle) Suárez (87' Lukaku)        | 33' Sare                                          |
| 17 september 2009 19:00 Maksimir Stadion Zagreb                |                                                                     | 0-1 0-2                     | 75' Bernardez 89' Legear               | Proto Mazuch, Juhasz, Bernardez, Deschacht Biglia, Gillet, Sare, Kouyaté (72' Legear), Boussoufa (91' Chatelle) Suárez (87' Lukaku)        | 33' Sare                                          |
| 1 oktober 2009 21:05 Constant Vanden Stockstadion Anderlecht   | RSC Anderlecht                                                      | 1-1                         | Ajax Amsterdam                         | Proto Juhasz, Bernardez, Deschacht Gillet, Sarr, Boussoufa, Kanu (79' De Sutter), Van Damme Suárez (57' Legear), Lukaku (87' Kruiswijk)    | 68' Bernardez 75' Deschacht 81' Van Damme         |
| 1 oktober 2009 21:05 Constant Vanden Stockstadion Anderlecht   | 85' Legear                                                          | 0-1 1-1                     | 71' Rommedahl                          | Proto Juhasz, Bernardez, Deschacht Gillet, Sarr, Boussoufa, Kanu (79' De Sutter), Van Damme Suárez (57' Legear), Lukaku (87' Kruiswijk)    | 68' Bernardez 75' Deschacht 81' Van Damme         |
| 22 oktober 2009 21:05 Dan Păltinișanustadion Timișoara         | FC Timișoara                                                        | 0-0                         | RSC Anderlecht                         | Proto Gillet, Mazuch, Juhasz, Deschacht Diandy (86' Kouyaté), Sare, Biglia, Kanu (46' Rnic) Lukaku (65' Suárez), Boussoufa                 | 45' Kanu                                          |
| 22 oktober 2009 21:05 Dan Păltinișanustadion Timișoara         |                                                                     |                             |                                        | Proto Gillet, Mazuch, Juhasz, Deschacht Diandy (86' Kouyaté), Sare, Biglia, Kanu (46' Rnic) Lukaku (65' Suárez), Boussoufa                 | 45' Kanu                                          |
| 5 november 2009 19:00 Constant Vanden Stockstadion Anderlecht  | RSC Anderlecht                                                      | 3-1                         | FC Timișoara                           | Proto Gillet, Mazuch, Juhasz, Deschacht Kanu (63' Legear), Sare, Biglia Boussoufa, Lukaku (77' Frutos), Suárez (84' Kouyaté)               |                                                   |
| 5 november 2009 19:00 Constant Vanden Stockstadion Anderlecht  | 30' Suárez 68' Boussoufa 90+4' Legear                               | 1-0 1-1 2-1 3-1             | 52' Parks                              | Proto Gillet, Mazuch, Juhasz, Deschacht Kanu (63' Legear), Sare, Biglia Boussoufa, Lukaku (77' Frutos), Suárez (84' Kouyaté)               |                                                   |
| 2 december 2009 21:05 Constant Vanden Stockstadion Anderlecht  | RSC Anderlecht                                                      | 0-1                         | Dinamo Zagreb                          | Proto Gillet, Juhasz, Mazuch, Deschacht (84' Kouyaté) Sare (71' De Sutter), Biglia, Van Damme, Legear (67' Suarez), Boussoufa Lukaku       | 15' Deschacht 78' Mazuch 90+1' Van Damme          |
| 2 december 2009 21:05 Constant Vanden Stockstadion Anderlecht  |                                                                     | 0-1                         | 57' Slepicka                           | Proto Gillet, Juhasz, Mazuch, Deschacht (84' Kouyaté) Sare (71' De Sutter), Biglia, Van Damme, Legear (67' Suarez), Boussoufa Lukaku       | 15' Deschacht 78' Mazuch 90+1' Van Damme          |
| 17 december 2009 19:00 Amsterdam ArenA Amsterdam               | Ajax Amsterdam                                                      | 1-3                         | RSC Anderlecht                         | Proto Gillet, Juhasz, Mazuch, Deschacht Legear (81' Suarez), Kouyaté, Biglia, Boussoufa, Van Damme (90' Sare) Lukaku (64' Frutos)          | 77' Deschacht                                     |
| 17 december 2009 19:00 Amsterdam ArenA Amsterdam               | 78' Emanuelson                                                      | 0-1 0-2 0-3 1-3             | 14' Lukaku 23' Lukaku 44' Legear       | Proto Gillet, Juhasz, Mazuch, Deschacht Legear (81' Suarez), Kouyaté, Biglia, Boussoufa, Van Damme (90' Sare) Lukaku (64' Frutos)          | 77' Deschacht                                     |
| 1/16 finale                                                    |                                                                     |                             |                                        | |                                                   |
| 18 februari 2010 21:05 San Mamés Bilbao                        | Athletic Bilbao                                                     | 1-1                         | RSC Anderlecht                         | Proto Gillet, Mazuch, Juhasz, Van Damme Legear, Biglia, Kouyaté, Kanu Boussoufa (90+2' Suarez), Lukaku (82' De Sutter)                     | 21' Legear 35' Juhasz 61' Kouyaté                 |
| 18 februari 2010 21:05 San Mamés Bilbao                        | 59' San José                                                        | 0-1 1-1                     | 36' Biglia                             | Proto Gillet, Mazuch, Juhasz, Van Damme Legear, Biglia, Kouyaté, Kanu Boussoufa (90+2' Suarez), Lukaku (82' De Sutter)                     | 21' Legear 35' Juhasz 61' Kouyaté                 |
| 25 februari 2010 19:00 Constant Vanden Stockstadion Anderlecht | RSC Anderlecht                                                      | 4-0                         | Athletic Bilbao                        | Proto Gillet, Mazuch, Juhasz, Deschacht Kouyaté (73' Sare), Biglia, Van Damme Legear (80' Suarez), Lukaku (65' De Sutter), Boussoufa       | 9' Deschacht 44' Proto 45+2' Boussoufa 63' Lukaku |
| 25 februari 2010 19:00 Constant Vanden Stockstadion Anderlecht | 5' Lukaku 28' San José (own) 48' Juhasz 68' Legear                  | 1-0 2-0 3-0 4-0             |                                        | Proto Gillet, Mazuch, Juhasz, Deschacht Kouyaté (73' Sare), Biglia, Van Damme Legear (80' Suarez), Lukaku (65' De Sutter), Boussoufa       | 9' Deschacht 44' Proto 45+2' Boussoufa 63' Lukaku |
| 1/8 finale                                                     |                                                                     |                             |                                        | |                                                   |
| 11 maart 2010 19:00 HSH Nordbank Arena Hamburg                 | Hamburger SV                                                        | 3-1                         | RSC Anderlecht                         | Proto Gillet, Mazuch, Juhasz, Deschacht Legear, Biglia, Kouyaté, Van Damme Kanu (78' Suarez), Lukaku                                       |                                                   |
| 11 maart 2010 19:00 HSH Nordbank Arena Hamburg                 | 24' Mathijsen 41' Van Nistelrooy 77' Jarolim                        | 1-0 2-0 2-1 3-1             | 45+2' Legear                           | Proto Gillet, Mazuch, Juhasz, Deschacht Legear, Biglia, Kouyaté, Van Damme Kanu (78' Suarez), Lukaku                                       |                                                   |
| 18 maart 2010 21:05 Constant Vanden Stockstadion Anderlecht    | RSC Anderlecht                                                      | 4-3                         | Hamburger SV                           | Proto Gillet, Mazuch, Juhasz, Deschacht (63' De Sutter) Boussoufa, Kouyaté, Biglia,Van Damme Suarez, Lukaku (83' Kanu)                     | 26' Van Damme 73' Suarez                          |
| 18 maart 2010 21:05 Constant Vanden Stockstadion Anderlecht    | 45' Lukaku 45+3' Suarez 60' Biglia 67' Boussoufa                    | 0-1 1-1 2-1 2-2 3-2 4-2 4-3 | 43' Boateng 55' Jansen 76' Petric      | Proto Gillet, Mazuch, Juhasz, Deschacht (63' De Sutter) Boussoufa, Kouyaté, Biglia,Van Damme Suarez, Lukaku (83' Kanu)                     | 26' Van Damme 73' Suarez                          |

### Statistieken
| No. | Naam               | Wedstr. |   |   |   |   |   |
| --- | ------------------ | ------- | - | - | - | - | - |
| 1   | Daniel Zitka       | 0       | 0 | 0 | 0 | 0 | 0 |
| 2   | Ondřej Mazuch      | 10      | 0 | 1 | 0 | 0 | 0 |
| 3   | Olivier Deschacht  | 13      | 0 | 4 | 0 | 1 | 1 |
| 4   | Arnold Kruiswijk   | 1       | 0 | 0 | 0 | 1 | 0 |
| 5   | Lucas Biglia       | 12      | 2 | 0 | 0 | 1 | 0 |
| 6   | Jelle Van Damme    | 10      | 1 | 4 | 1 | 0 | 1 |
| 8   | Jan Polák          | 4       | 0 | 1 | 0 | 0 | 1 |
| 9   | Matías Suárez      | 13      | 4 | 2 | 0 | 7 | 4 |
| 10  | Kanu               | 6       | 0 | 1 | 0 | 0 | 5 |
| 11  | Mbark Boussoufa    | 13      | 3 | 2 | 0 | 0 | 2 |
| 12  | Thomas Chatelle    | 4       | 1 | 0 | 0 | 1 | 2 |
| 13  | Jonathan Legear    | 10      | 6 | 1 | 0 | 5 | 3 |
| 16  | Cheikhou Kouyaté   | 9       | 0 | 1 | 0 | 3 | 2 |
| 18  | Lukáš Mareček      | 0       | 0 | 0 | 0 | 0 | 0 |
| 19  | Nicolás Frutos     | 4       | 1 | 0 | 0 | 4 | 0 |
| 21  | Tom De Sutter      | 9       | 2 | 0 | 0 | 5 | 4 |
| 22  | Davy Schollen      | 1       | 0 | 0 | 0 | 0 | 0 |
| 23  | Roland Juhász      | 14      | 1 | 1 | 0 | 0 | 0 |
| 24  | Silvio Proto       | 13      | 0 | 2 | 0 | 0 | 0 |
| 25  | Sébastien Bruzzese | 0       | 0 | 0 | 0 | 0 | 0 |
| 26  | Víctor Bernárdez   | 2       | 1 | 1 | 0 | 0 | 0 |
| 27  | Marcin Wasilewski  | 4       | 0 | 0 | 0 | 0 | 0 |
| 28  | Michael Cordier    | 0       | 0 | 0 | 0 | 0 | 0 |
| 30  | Guillaume Gillet   | 14      | 0 | 0 | 0 | 1 | 1 |
| 32  | Christophe Diandy  | 1       | 0 | 0 | 0 | 0 | 1 |
| 36  | Romelu Lukaku      | 11      | 4 | 1 | 0 | 2 | 7 |
| 37  | Reynaldo           | 1       | 0 | 0 | 0 | 1 | 0 |
| 44  | Nemanja Rnic       | 1       | 0 | 0 | 0 | 1 | 0 |
| 99  | Bakary Sare        | 9       | 0 | 1 | 0 | 2 | 1 |

### Derde voorronde UEFA Champions League (heen)
|                                               |                                                            |                |           |                                                                                             |
| 28 juli 2009 Voorrondes UEFA Champions League | RSC Anderlecht                                             | 5 – 0          | Sivasspor | Constant Vanden Stockstadion, Anderlecht Toeschouwers: 23.953 Scheidsrechter: Craig Thomson |
| 28 juli 2009 Voorrondes UEFA Champions League | 18', 76' De Sutter 22' Boussoufa 32' Chatelle 90+1' Frutos | Wedstrijdfiche |           | Constant Vanden Stockstadion, Anderlecht Toeschouwers: 23.953 Scheidsrechter: Craig Thomson |

| Anderlecht | Sivasspor |

| Anderlecht (4–2–3–1): |    |                   |     |
|                       |    |                   |     |
| GK                    | 24 | Silvio Proto      |     |
| RB                    | 27 | Marcin Wasilewski |     |
| CB                    | 23 | Roland Juhász     |     |
| CB                    | 3  | Olivier Deschacht |     |
| LB                    | 6  | Jelle Van Damme   | 63' |
| CM                    | 5  | Lucas Biglia      |     |
| CM                    | 8  | Jan Polák         |     |
| RM                    | 12 | Thomas Chatelle   | 70' |
| AM                    | 11 | Mbark Boussoufa   |     |
| LM                    | 9  | Matías Suárez     | 74' |
| CF                    | 21 | Tom De Sutter     | 78' |
| Wisselspelers:        |    |                   |     |
|                       |    |                   |     |
| MF                    | 13 | Jonathan Legear   | 70' |
| FW                    | 19 | Nicolás Frutos    | 74' |
| MF                    | 30 | Guillaume Gillet  | 78' |
| Coach:                |    |                   |     |
| Ariël Jacobs          |    |                   |     |

| Sivasspor (3–4–3): |    |                     |         |
|                    |    |                     |         |
| GK                 | 1  | Michael Petković    |         |
| CB                 | 23 | Yasin Çakmak        |         |
| CB                 | 44 | Pieter Mbemba       | 46'     |
| CB                 | 4  | Sedat Bayrak        | 35'     |
| RWB                | 61 | Abdurrahman Dereli  | 26'     |
| CM                 | 8  | İbrahim Dağaşan     |         |
| CM                 | 77 | Onur Tuncer         | 64' 71' |
| LWB                | 58 | Hayrettin Yerlikaya |         |
| RW                 | 7  | Musa Aydın          |         |
| CF                 | 28 | Ersen Martin        | 46'     |
| LW                 | 11 | Erman Kılıç         |         |
| Wisselspelers:     |    |                     |         |
|                    |    |                     |         |
| DF                 | 67 | Uğur Kavuk          | 46'     |
| FW                 | 14 | Yannick Kamanan     | 46'     |
| MF                 | 18 | Cihan Yılmaz        | 71'     |
| Coach:             |    |                     |         |
| Bülent Uygun       |    |                     |         |

### Derde voorronde UEFA Champions League (terug)
|                                                  |                                       |                |                |                                                                                                   |
| 4 augustus 2009 Voorrondes UEFA Champions League | Sivasspor                             | 3 – 1          | RSC Anderlecht | Nieuw Sivas 4 september-stadion, Sivas Toeschouwers: 6.650 Scheidsrechter: Manuel Mejuto González |
| 4 augustus 2009 Voorrondes UEFA Champions League | 11' Ersen 18' (pen) Kamanan 57' Aydın | Wedstrijdfiche | 33' Van Damme  | Nieuw Sivas 4 september-stadion, Sivas Toeschouwers: 6.650 Scheidsrechter: Manuel Mejuto González |

| Sivasspor | Anderlecht |

| Sivasspor (4–3–3): |    |                     |     |
|                    |    |                     |     |
| GK                 | 35 | Akın Vardar         |     |
| RB                 | 67 | Uğur Kavuk          | 4'  |
| CB                 | 5  | Murat Sözgelmez     |     |
| CB                 | 4  | Sedat Bayrak        |     |
| LB                 | 58 | Hayrettin Yerlikaya |     |
| DM                 | 77 | Onur Tuncer         |     |
| CM                 | 11 | Erman Kılıç         | 60' |
| CM                 | 18 | Cihan Yılmaz        |     |
| RW                 | 7  | Musa Aydın          | 61' |
| CF                 | 28 | Ersen Martin        | 76' |
| LW                 | 14 | Yannick Kamanan     |     |
| Wisselspelers:     |    |                     |     |
|                    |    |                     |     |
| FW                 | 80 | Akeem Agbetu        | 60' |
| MF                 | 8  | İbrahim Dağaşan     | 61' |
| MF                 | 33 | Murat Erdoğan       | 76' |
| Coach:             |    |                     |     |
| Bülent Uygun       |    |                     |     |

| Anderlecht (4–2–3–1): |    |                   |     |
|                       |    |                   |     |
| GK                    | 24 | Silvio Proto      |     |
| RB                    | 27 | Marcin Wasilewski |     |
| CB                    | 23 | Roland Juhász     |     |
| CB                    | 3  | Olivier Deschacht |     |
| LB                    | 6  | Jelle Van Damme   |     |
| CM                    | 99 | Bakary Saré       |     |
| CM                    | 8  | Jan Polák         |     |
| RM                    | 30 | Guillaume Gillet  |     |
| AM                    | 11 | Mbark Boussoufa   | 76' |
| LM                    | 12 | Thomas Chatelle   |     |
| CF                    | 21 | Tom De Sutter     | 57' |
| Wisselspelers:        |    |                   |     |
|                       |    |                   |     |
| FW                    | 19 | Nicolás Frutos    | 57' |
| FW                    | 37 | Reynaldo          | 76' |
| Coach:                |    |                   |     |
| Ariël Jacobs          |    |                   |     |

### Play-offs UEFA Champions League (heen)
|                                                  |                                                                |                |                |                                                                            |
| 19 augustus 2009 Play-offs UEFA Champions League | Olympique Lyon                                                 | 5 – 1          | RSC Anderlecht | Stade de Gerland, Lyon Toeschouwers: 37.902 Scheidsrechter: Wolfgang Stark |
| 19 augustus 2009 Play-offs UEFA Champions League | 11' Pjanić 16' (pen) Lisandro 40' Michel Bastos 42', 63' Gomis | Wedstrijdfiche | 58' Suárez     | Stade de Gerland, Lyon Toeschouwers: 37.902 Scheidsrechter: Wolfgang Stark |

| Lyon | Anderlecht |

| Lyon (4–3–3):  |    |                    |     |
|                |    |                    |     |
| GK             | 1  | Hugo Lloris        |     |
| RB             | 13 | Anthony Réveillère |     |
| CB             | 3  | Cris               |     |
| CB             | 5  | Mathieu Bodmer     |     |
| LB             | 22 | Aly Cissokho       |     |
| DM             | 28 | Jérémy Toulalan    |     |
| CM             | 6  | Kim Källström      | 65' |
| CM             | 8  | Miralem Pjanić     |     |
| RW             | 9  | Lisandro           | 71' |
| CF             | 18 | Bafétimbi Gomis    | 82' |
| LW             | 7  | Michel Bastos      |     |
| Wisselspelers: |    |                    |     |
|                |    |                    |     |
| MF             | 17 | Jean II Makoun     | 65' |
| FW             | 19 | César Delgado      | 71' |
| MF             | 10 | Ederson            | 82' |
| Coach:         |    |                    |     |
| Claude Puel    |    |                    |     |

| Anderlecht (4–2–3–1): |    |                   |     |
|                       |    |                   |     |
| GK                    | 24 | Silvio Proto      | 15' |
| RB                    | 27 | Marcin Wasilewski |     |
| CB                    | 23 | Roland Juhász     |     |
| CB                    | 3  | Olivier Deschacht |     |
| LB                    | 6  | Jelle Van Damme   | 16' |
| CM                    | 5  | Lucas Biglia      |     |
| CM                    | 8  | Jan Polák         | 67' |
| RM                    | 30 | Guillaume Gillet  | 46' |
| AM                    | 11 | Mbark Boussoufa   |     |
| LM                    | 9  | Matías Suárez     | 67' |
| CF                    | 21 | Tom De Sutter     | 72' |
| Wisselspelers:        |    |                   |     |
|                       |    |                   |     |
| MF                    | 13 | Jonathan Legear   | 46' |
| FW                    | 36 | Romelu Lukaku     | 72' |
| Coach:                |    |                   |     |
| Ariël Jacobs          |    |                   |     |

### Play-offs UEFA Champions League (terug)
|                                                  |                  |                |                        |                                                                                              |
| 25 augustus 2009 Play-offs UEFA Champions League | RSC Anderlecht   | 1 – 3          | Olympique Lyon         | Constant Vanden Stockstadion, Anderlecht Toeschouwers: 18.512 Scheidsrechter: Nicola Rizzoli |
| 25 augustus 2009 Play-offs UEFA Champions League | 50' (pen) Suárez | Wedstrijdfiche | 26', 32', 41' Lisandro | Constant Vanden Stockstadion, Anderlecht Toeschouwers: 18.512 Scheidsrechter: Nicola Rizzoli |

| Anderlecht | Lyon |

| Anderlecht (4–2–3–1): |    |                   |     |
|                       |    |                   |     |
| GK                    | 22 | Davy Schollen     |     |
| RB                    | 27 | Marcin Wasilewski |     |
| CB                    | 2  | Ondřej Mazuch     |     |
| CB                    | 23 | Roland Juhász     |     |
| LB                    | 3  | Olivier Deschacht |     |
| CM                    | 99 | Bakary Sare       |     |
| CM                    | 8  | Jan Polák         | 46' |
| RM                    | 30 | Guillaume Gillet  |     |
| AM                    | 11 | Mbark Boussoufa   | 69' |
| LM                    | 12 | Thomas Chatelle   | 66' |
| CF                    | 21 | Tom De Sutter     | 46' |
| Wisselspelers:        |    |                   |     |
|                       |    |                   |     |
| FW                    | 9  | Matías Suárez     | 46' |
| MF                    | 5  | Lucas Biglia      | 46' |
| FW                    | 37 | Reynaldo          | 66' |
| Coach:                |    |                   |     |
| Ariël Jacobs          |    |                   |     |

| Lyon (4–3–3):  |    |                    |         |
|                |    |                    |         |
| GK             | 1  | Hugo Lloris        |         |
| RB             | 13 | Anthony Réveillère |         |
| CB             | 3  | Cris               |         |
| CB             | 5  | Mathieu Bodmer     |         |
| LB             | 22 | Aly Cissokho       |         |
| DM             | 28 | Jérémy Toulalan    | 65' 73' |
| CM             | 6  | Kim Källström      | 80'     |
| CM             | 17 | Jean II Makoun     |         |
| RW             | 19 | César Delgado      |         |
| CF             | 9  | Lisandro           | 60'     |
| LW             | 7  | Michel Bastos      |         |
| Wisselspelers: |    |                    |         |
|                |    |                    |         |
| FW             | 39 | Ishak Belfodil     | 60'     |
| MF             | 41 | Maxime Gonalons    | 73'     |
| MF             | 8  | Miralem Pjanić     | 80'     |
| Coach:         |    |                    |         |
| Claude Puel    |    |                    |         |

### Groepsfase UEFA Europa League speeldag 1
|                                                 |               |                |                          |                                                                          |
| 17 september 2009 Groepsfase UEFA Europa League | Dinamo Zagreb | 0 – 2          | RSC Anderlecht           | Maksimirstadion, Zagreb Toeschouwers: 20.000 Scheidsrechter: Zsolt Szabó |
| 17 september 2009 Groepsfase UEFA Europa League |               | Wedstrijdfiche | 75' Bernárdez 89' Legear | Maksimirstadion, Zagreb Toeschouwers: 20.000 Scheidsrechter: Zsolt Szabó |

| Dinamo Zagreb | Anderlecht |

| Dinamo Zagreb (4–3–3): |    |                        |     |
|                        |    |                        |     |
| GK                     | 1  | Tomislav Butina        |     |
| RB                     | 7  | Etto                   | 86' |
| CB                     | 4  | Robert Kovač           |     |
| CB                     | 6  | Dejan Lovren           |     |
| LB                     | 25 | Leandro Cufré          |     |
| CM                     | 16 | Milan Badelj           | 70' |
| CM                     | 21 | Ivica Vrdoljak         |     |
| AM                     | 10 | Sammir                 | 79' |
| RW                     | 99 | Dimitrios Papadopoulos | 70' |
| CF                     | 17 | Mario Mandžukić        |     |
| LW                     | 77 | Pedro Morales          |     |
| Wisselspelers:         |    |                        |     |
|                        |    |                        |     |
| FW                     | 20 | Miroslav Slepička      | 70' |
| FW                     | 24 | Ilija Sivonjić         | 79' |
| DF                     | 2  | Ivan Tomečak           | 86' |
| Coach:                 |    |                        |     |
| Krunoslav Jurčić       |    |                        |     |

| Anderlecht (4–3–3): |    |                   |       |
|                     |    |                   |       |
| GK                  | 24 | Silvio Proto      |       |
| RB                  | 2  | Ondřej Mazuch     |       |
| CB                  | 26 | Víctor Bernárdez  |       |
| CB                  | 23 | Roland Juhász     |       |
| LB                  | 3  | Olivier Deschacht |       |
| DM                  | 5  | Lucas Biglia      |       |
| CM                  | 16 | Cheikhou Kouyaté  | 72'   |
| CM                  | 99 | Bakary Sare       | 33'   |
| RW                  | 30 | Guillaume Gillet  |       |
| CF                  | 9  | Matías Suárez     | 87'   |
| LW                  | 11 | Mbark Boussoufa   | 90+1' |
| Wisselspelers:      |    |                   |       |
|                     |    |                   |       |
| MF                  | 13 | Jonathan Legear   | 72'   |
| FW                  | 36 | Romelu Lukaku     | 87'   |
| FW                  | 12 | Thomas Chatelle   | 90+1' |
| Coach:              |    |                   |       |
| Ariël Jacobs        |    |                   |       |

### Groepsfase UEFA Europa League speeldag 2
|                                              |                |                |               |                                                                                                  |
| 1 oktober 2009 Groepsfase UEFA Europa League | RSC Anderlecht | 1 – 1          | AFC Ajax      | Constant Vanden Stockstadion, Anderlecht Toeschouwers: 23.000 Scheidsrechter: Kristinn Jakobsson |
| 1 oktober 2009 Groepsfase UEFA Europa League | 85' Legear     | Wedstrijdfiche | 72' Rommedahl | Constant Vanden Stockstadion, Anderlecht Toeschouwers: 23.000 Scheidsrechter: Kristinn Jakobsson |

| Anderlecht | Ajax |

| Anderlecht (4–2–3–1): |    |                   |     |
|                       |    |                   |     |
| GK                    | 24 | Silvio Proto      |     |
| RB                    | 30 | Guillaume Gillet  |     |
| CB                    | 26 | Víctor Bernárdez  | 69' |
| CB                    | 23 | Roland Juhász     |     |
| LB                    | 3  | Olivier Deschacht | 77' |
| CM                    | 99 | Bakary Sare       |     |
| CM                    | 6  | Jelle Van Damme   | 82' |
| RM                    | 9  | Matías Suárez     | 58' |
| AM                    | 10 | Kanu              | 79' |
| LM                    | 11 | Mbark Boussoufa   |     |
| CF                    | 36 | Romelu Lukaku     | 88' |
| Wisselspelers:        |    |                   |     |
|                       |    |                   |     |
| MF                    | 13 | Jonathan Legear   | 58' |
| FW                    | 21 | Tom De Sutter     | 79' |
| DF                    | 4  | Arnold Kruiswijk  | 88' |
| Coach:                |    |                   |     |
| Ariël Jacobs          |    |                   |     |

| Ajax (4–3–3):  |    |                      |       |
|                |    |                      |       |
| GK             | 1  | Maarten Stekelenburg |       |
| RB             | 2  | Gregory van der Wiel |       |
| CB             | 19 | Toby Alderweireld    |       |
| CB             | 5  | Jan Vertonghen       | 90+2' |
| LB             | 8  | Urby Emanuelson      |       |
| DM             | 21 | Eyong Enoh           |       |
| CM             | 40 | Demy de Zeeuw        | 82'   |
| CM             | 11 | Ismaïl Aissati       | 89'   |
| RW             | 34 | Kennedy Bakırcıoğlu  | 58'   |
| CF             | 9  | Marko Pantelić       |       |
| LW             | 16 | Luis Suárez          |       |
| Wisselspelers: |    |                      |       |
|                |    |                      |       |
| RW             | 28 | Dennis Rommedahl     | 58'   |
| MF             | 10 | Miralem Sulejmani    | 89'   |
| Coach:         |    |                      |       |
| Martin Jol     |    |                      |       |

### Groepsfase UEFA Europa League speeldag 3
|                                               |                |       |                |                                                                                         |
| 22 oktober 2009 Groepsfase UEFA Europa League | FC Timișoara   | 0 – 0 | RSC Anderlecht | Dan Păltinișanustadion, Timișoara Toeschouwers: 8.000 Scheidsrechter: Claudio Circhetta |
| 22 oktober 2009 Groepsfase UEFA Europa League | Wedstrijdfiche |       |                | Dan Păltinișanustadion, Timișoara Toeschouwers: 8.000 Scheidsrechter: Claudio Circhetta |

| Timișoara | Anderlecht |

| Timișoara (4–4–2 ruit): |    |                     |         |
|                         |    |                     |         |
| GK                      | 29 | Costel Pantilimon   |         |
| RB                      | 2  | Éder Bonfim         | 19'     |
| CB                      | 14 | Ioan Mera           | 67'     |
| CB                      | 6  | Daré Nibombe        |         |
| LB                      | 10 | Artavazd Karamian   |         |
| DM                      | 5  | Dan Alexa           | 81'     |
| CM                      | 55 | Alexandru Bourceanu |         |
| CM                      | 13 | Cristian Scutaru    |         |
| AM                      | 21 | Dorin Goga          |         |
| RF                      | 11 | Arman Karamian      | 72'     |
| LF                      | 18 | Gigel Bucur         | 74'     |
| Wisselspelers:          |    |                     |         |
|                         |    |                     |         |
| FW                      | 7  | Alexandru Curtean   | 72'     |
| FW                      | 9  | Winston Parks       | 74' 87' |
| FW                      | 17 | Lukas Magera        | 81'     |
| Coach:                  |    |                     |         |
| Ovidiu Sabău            |    |                     |         |

| Anderlecht (4–2–3–1): |    |                   |         |
|                       |    |                   |         |
| GK                    | 24 | Silvio Proto      |         |
| RB                    | 30 | Guillaume Gillet  |         |
| CB                    | 2  | Ondřej Mazuch     |         |
| CB                    | 23 | Roland Juhász     |         |
| LB                    | 3  | Olivier Deschacht |         |
| CM                    | 5  | Lucas Biglia      |         |
| CM                    | 99 | Bakary Sare       |         |
| RM                    | 32 | Christophe Diandy | 85'     |
| AM                    | 10 | Kanu              | 44' 46' |
| LM                    | 11 | Mbark Boussoufa   |         |
| CF                    | 36 | Romelu Lukaku     | 64'     |
| Wisselspelers:        |    |                   |         |
|                       |    |                   |         |
| DF                    | 44 | Nemanja Rnić      | 46'     |
| FW                    | 9  | Matías Suárez     | 64'     |
| MF                    | 16 | Cheikhou Kouyaté  | 85'     |
| Coach:                |    |                   |         |
| Ariël Jacobs          |    |                   |         |

### Groepsfase UEFA Europa League speeldag 4
|                                               |                                             |                |              |                                                                                            |
| 5 november 2009 Groepsfase UEFA Europa League | RSC Anderlecht                              | 3 – 1          | FC Timișoara | Constant Vanden Stockstadion, Anderlecht Toeschouwers: 22.000 Scheidsrechter: Tony Chapron |
| 5 november 2009 Groepsfase UEFA Europa League | 30' (pen) Suárez 70' Boussoufa 90+5' Legear | Wedstrijdfiche | 52' Parks    | Constant Vanden Stockstadion, Anderlecht Toeschouwers: 22.000 Scheidsrechter: Tony Chapron |

| Anderlecht | Timișoara |

| Anderlecht (4–2–3–1): |    |                   |     |
|                       |    |                   |     |
| GK                    | 24 | Silvio Proto      |     |
| RB                    | 30 | Guillaume Gillet  |     |
| CB                    | 2  | Ondřej Mazuch     |     |
| CB                    | 23 | Roland Juhász     |     |
| LB                    | 3  | Olivier Deschacht |     |
| CM                    | 5  | Lucas Biglia      |     |
| CM                    | 99 | Bakary Sare       |     |
| RM                    | 9  | Matías Suárez     | 84' |
| AM                    | 10 | Kanu              | 63' |
| LM                    | 11 | Mbark Boussoufa   |     |
| CF                    | 36 | Romelu Lukaku     | 77' |
| Wisselspelers:        |    |                   |     |
|                       |    |                   |     |
| MF                    | 13 | Jonathan Legear   | 63' |
| FW                    | 19 | Nicolás Frutos    | 77' |
| MF                    | 16 | Cheikhou Kouyaté  | 84' |
| Coach:                |    |                   |     |
| Ariël Jacobs          |    |                   |     |

| Timișoara (4–4–2): |    |                     |     |
|                    |    |                     |     |
| GK                 | 29 | Costel Pantilimon   |     |
| RB                 | 2  | Éder Bonfim         |     |
| CB                 | 13 | Cristian Scutaru    |     |
| CB                 | 6  | Daré Nibombe        |     |
| LB                 | 23 | Florin Maxim        | 29' |
| RM                 | 18 | Gigel Bucur         | 77' |
| CM                 | 55 | Alexandru Bourceanu | 70' |
| CM                 | 5  | Dan Alexa           |     |
| LM                 | 10 | Artavazd Karamian   | 82' |
| RF                 | 17 | Lukas Magera        |     |
| LF                 | 9  | Winston Parks       |     |
| Wisselspelers:     |    |                     |     |
|                    |    |                     |     |
| DF                 | 28 | Stelian Stancu      | 70' |
| FW                 | 21 | Dorin Goga          | 77' |
| FW                 | 7  | Alexandru Curtean   | 82' |
| Coach:             |    |                     |     |
| Ovidiu Sabău       |    |                     |     |

### Groepsfase UEFA Europa League speeldag 5
|                                               |                |                |               |                                                                                               |
| 2 december 2009 Groepsfase UEFA Europa League | RSC Anderlecht | 0 – 1          | Dinamo Zagreb | Constant Vanden Stockstadion, Anderlecht Toeschouwers: 17.000 Scheidsrechter: Dougie McDonald |
| 2 december 2009 Groepsfase UEFA Europa League |                | Wedstrijdfiche | 57' Slepička  | Constant Vanden Stockstadion, Anderlecht Toeschouwers: 17.000 Scheidsrechter: Dougie McDonald |

| Anderlecht | Dinamo Zagreb |

| Anderlecht (4–2–3–1): |    |                   |         |
|                       |    |                   |         |
| GK                    | 24 | Silvio Proto      |         |
| RB                    | 30 | Guillaume Gillet  |         |
| CB                    | 2  | Ondřej Mazuch     | 79'     |
| CB                    | 23 | Roland Juhász     |         |
| LB                    | 3  | Olivier Deschacht | 16' 85' |
| CM                    | 5  | Lucas Biglia      |         |
| CM                    | 99 | Bakary Sare       | 72'     |
| RM                    | 13 | Jonathan Legear   | 68'     |
| AM                    | 11 | Mbark Boussoufa   |         |
| LM                    | 6  | Jelle Van Damme   | 90+1'   |
| CF                    | 36 | Romelu Lukaku     |         |
| Wisselspelers:        |    |                   |         |
|                       |    |                   |         |
| FW                    | 9  | Matías Suárez     | 68'     |
| FW                    | 21 | Tom De Sutter     | 72'     |
| MF                    | 16 | Cheikhou Kouyaté  | 85'     |
| Coach:                |    |                   |         |
| Ariël Jacobs          |    |                   |         |

| Dinamo Zagreb (4–3–3): |    |                        |        |
|                        |    |                        |        |
| GK                     | 1  | Tomislav Butina        |        |
| RB                     | 7  | Etto                   |        |
| CB                     | 4  | Robert Kovač           |        |
| CB                     | 6  | Dejan Lovren           |        |
| LB                     | 3  | Luis Ibáñez            | 41'    |
| CM                     | 16 | Milan Badelj           | 81'    |
| CM                     | 21 | Ivica Vrdoljak         |        |
| AM                     | 10 | Sammir                 | 8' 82' |
| RW                     | 2  | Ivan Tomečak           | 90+2'  |
| CF                     | 20 | Miroslav Slepička      | 66'    |
| LW                     | 17 | Mario Mandžukić        | 89'    |
| Wisselspelers:         |    |                        |        |
|                        |    |                        |        |
| FW                     | 99 | Dimitrios Papadopoulos | 66'    |
| DF                     | 19 | Tomislav Barbarić      | 82'    |
| MF                     | 13 | Mathias Chago          | 90+2'  |
| Coach:                 |    |                        |        |
| Krunoslav Jurčić       |    |                        |        |

### Groepsfase UEFA Europa League speeldag 6
|                                                |                |                |                            |                                                                              |
| 17 december 2009 Groepsfase UEFA Europa League | AFC Ajax       | 1 – 3          | RSC Anderlecht             | Amsterdam ArenA, Amsterdam Toeschouwers: 36.156 Scheidsrechter: Cüneyt Çakır |
| 17 december 2009 Groepsfase UEFA Europa League | 77' Emanuelson | Wedstrijdfiche | 13', 22' Lukaku 43' Legear | Amsterdam ArenA, Amsterdam Toeschouwers: 36.156 Scheidsrechter: Cüneyt Çakır |

| Ajax | Anderlecht |

| Ajax (4–3–3):  |    |                      |           |
|                |    |                      |           |
| GK             | 1  | Maarten Stekelenburg |           |
| RB             | 2  | Gregory van der Wiel |           |
| CB             | 3  | Oleguer              |           |
| CB             | 5  | Jan Vertonghen       |           |
| LB             | 23 | Vurnon Anita         |           |
| DM             | 21 | Eyong Enoh           | 60'       |
| CM             | 25 | Mitchell Donald      | 80'       |
| CM             | 22 | Siem de Jong         | 84'       |
| RW             | 10 | Miralem Sulejmani    |           |
| CF             | 9  | Marko Pantelić       |           |
| LW             | 8  | Urby Emanuelson      |           |
| Wisselspelers: |    |                      |           |
|                |    |                      |           |
| MF             | 28 | Dennis Rommedahl     | 60'       |
| FW             | 16 | Luis Suárez          | 80' 90+4' |
| MF             | 40 | Demy de Zeeuw        | 84'       |
| Coach:         |    |                      |           |
| Martin Jol     |    |                      |           |

| Anderlecht (4–2–3–1): |    |                   |       |
|                       |    |                   |       |
| GK                    | 24 | Silvio Proto      |       |
| RB                    | 30 | Guillaume Gillet  |       |
| CB                    | 2  | Ondřej Mazuch     |       |
| CB                    | 23 | Roland Juhász     |       |
| LB                    | 3  | Olivier Deschacht | 76'   |
| CM                    | 5  | Lucas Biglia      |       |
| CM                    | 16 | Cheikhou Kouyaté  |       |
| RM                    | 13 | Jonathan Legear   | 80'   |
| AM                    | 11 | Mbark Boussoufa   |       |
| LM                    | 6  | Jelle Van Damme   | 90+1' |
| CF                    | 36 | Romelu Lukaku     | 64'   |
| Wisselspelers:        |    |                   |       |
|                       |    |                   |       |
| FW                    | 19 | Nicolás Frutos    | 64'   |
| FW                    | 9  | Matías Suárez     | 80'   |
| MF                    | 99 | Bakary Sare       | 90+1' |
| Coach:                |    |                   |       |
| Ariël Jacobs          |    |                   |       |

#### Eindstand groepsfase UEFA Europa League
| Groep A | Groep A           | Groep A | Groep A | Groep A | Groep A | Groep A | Groep A | Groep A | Groep A |
|         |                   | P       | W       | G       | V       | +       | -       | DS      | Ptn     |
| ------- | ----------------- | ------- | ------- | ------- | ------- | ------- | ------- | ------- | ------- |
| 1       | RSC Anderlecht    | 6       | 3       | 2       | 1       | 9       | 4       | +5      | 11      |
| 2       | Ajax Amsterdam    | 6       | 3       | 2       | 1       | 8       | 6       | +2      | 11      |
| 3       | Dinamo Zagreb (*) | 6       | 2       | 0       | 4       | 6       | 8       | −2      | 6       |
| 4       | FC Timișoara      | 6       | 1       | 2       | 3       | 4       | 9       | −5      | 5       |

(*) Dinamo Zagreb kreeg 3 strafpunten omwille van de rellen die na de wedstrijd tegen Timișoara plaatsvonden, maar kreeg de 3 punten in beroep terug

### 1/16e finale UEFA Europa League (heen)
|                                                   |                 |                |                |                                                                         |
| 18 februari 2010 Knock-outfase UEFA Europa League | Athletic Bilbao | 1 – 1          | RSC Anderlecht | San Mamés, Bilbao Toeschouwers: 39.000 Scheidsrechter: Matteo Trefoloni |
| 18 februari 2010 Knock-outfase UEFA Europa League | 58' San José    | Wedstrijdfiche | 34' Biglia     | San Mamés, Bilbao Toeschouwers: 39.000 Scheidsrechter: Matteo Trefoloni |

| Bilbao | Anderlecht |

| Bilbao (4–3–3):  |    |                   |                        |
|                  |    |                   |                        |
| GK               | 1  | Gorka Iraizoz     |                        |
| RB               | 15 | Andoni Iraola     |                        |
| CB               | 12 | Mikel San José    |                        |
| CB               | 4  | Ustaritz          |                        |
| LB               | 22 | Xabier Castillo   |                        |
| DM               | 16 | Pablo Orbaiz      |                        |
| CM               | 18 | Carlos Gurpegui   | 54'                    |
| CM               | 24 | Javi Martínez     | 90' wissels opgebruikt |
| RW               | 10 | Fran Yeste        | 45'                    |
| CF               | 9  | Fernando Llorente |                        |
| LW               | 28 | Óscar de Marcos   | 66'                    |
| Wisselspelers:   |    |                   |                        |
|                  |    |                   |                        |
| FW               | 27 | Iker Muniain      | 45'                    |
| FW               | 14 | Markel Susaeta    | 54'                    |
| FW               | 2  | Gaizka Toquero    | 66'                    |
| Coach:           |    |                   |                        |
| Joaquín Caparrós |    |                   |                        |

| Anderlecht (4–2–3–1): |    |                  |     |
|                       |    |                  |     |
| GK                    | 24 | Silvio Proto     |     |
| RB                    | 30 | Guillaume Gillet |     |
| CB                    | 2  | Ondřej Mazuch    |     |
| CB                    | 23 | Roland Juhász    | 32' |
| LB                    | 6  | Jelle Van Damme  |     |
| CM                    | 5  | Lucas Biglia     |     |
| CM                    | 16 | Cheikhou Kouyaté | 60' |
| RM                    | 13 | Jonathan Legear  | 19' |
| AM                    | 10 | Kanu             |     |
| LM                    | 11 | Mbark Boussoufa  | 89' |
| CF                    | 36 | Romelu Lukaku    | 79' |
| Wisselspelers:        |    |                  |     |
|                       |    |                  |     |
| FW                    | 21 | Tom De Sutter    | 79' |
| FW                    | 9  | Matías Suárez    | 89' |
| Coach:                |    |                  |     |
| Ariël Jacobs          |    |                  |     |

### 1/16e finale UEFA Europa League (terug)
|                                                   |                                                     |                |                 |                                                                                                |
| 25 februari 2010 Knock-outfase UEFA Europa League | RSC Anderlecht                                      | 4 – 0          | Athletic Bilbao | Constant Vanden Stockstadion, Anderlecht Toeschouwers: 19.500 Scheidsrechter: Thomas Einwaller |
| 25 februari 2010 Knock-outfase UEFA Europa League | 5' Lukaku 28' (e.d.) San José 50' Juhász 69' Legear | Wedstrijdfiche |                 | Constant Vanden Stockstadion, Anderlecht Toeschouwers: 19.500 Scheidsrechter: Thomas Einwaller |

| Anderlecht | Bilbao |

| Anderlecht (4–2–3–1): |    |                   |         |
|                       |    |                   |         |
| GK                    | 24 | Silvio Proto      | 44'     |
| RB                    | 30 | Guillaume Gillet  |         |
| CB                    | 2  | Ondřej Mazuch     |         |
| CB                    | 23 | Roland Juhász     |         |
| LB                    | 3  | Olivier Deschacht | 9'      |
| CM                    | 5  | Lucas Biglia      |         |
| CM                    | 16 | Cheikhou Kouyaté  | 75'     |
| RM                    | 13 | Jonathan Legear   | 83'     |
| AM                    | 11 | Mbark Boussoufa   | 45+3'   |
| LM                    | 6  | Jelle Van Damme   |         |
| CF                    | 36 | Romelu Lukaku     | 65' 67' |
| Wisselspelers:        |    |                   |         |
|                       |    |                   |         |
| FW                    | 21 | Tom De Sutter     | 67'     |
| MF                    | 99 | Bakary Sare       | 75'     |
| FW                    | 9  | Matías Suárez     | 82'     |
| Coach:                |    |                   |         |
| Ariël Jacobs          |    |                   |         |

| Bilbao (4–3–3):  |    |                     |         |
|                  |    |                     |         |
| GK               | 1  | Gorka Iraizoz       |         |
| RB               | 15 | Andoni Iraola       |         |
| CB               | 12 | Mikel San José      | 3'      |
| CB               | 5  | Fernando Amorebieta | 66'     |
| LB               | 22 | Xabier Castillo     |         |
| CM               | 24 | Javi Martínez       | 90+2'   |
| CM               | 16 | Pablo Orbaiz        | 46'     |
| AM               | 10 | Fran Yeste          | 64'     |
| RW               | 14 | Markel Susaeta      |         |
| CF               | 9  | Fernando Llorente   |         |
| LW               | 2  | Gaizka Toquero      | 55'     |
| Wisselspelers:   |    |                     |         |
|                  |    |                     |         |
| FW               | 27 | Iker Muniain        | 46' 60' |
| FW               | 28 | Óscar de Marcos     | 55'     |
| MF               | 11 | Igor Gabilondo      | 60'     |
| Coach:           |    |                     |         |
| Joaquín Caparrós |    |                     |         |

### 1/8e finale UEFA Europa League (heen)
|                                                |                                               |                |                |                                                                                |
| 11 maart 2010 Knock-outfase UEFA Europa League | Hamburger SV                                  | 3 – 1          | RSC Anderlecht | Volksparkstadion, Hamburg Toeschouwers: 34.921 Scheidsrechter: Laurent Duhamel |
| 11 maart 2010 Knock-outfase UEFA Europa League | 23' Mathijsen 40' Van Nistelrooij 76' Jarolím | Wedstrijdfiche | 45+1' Legear   | Volksparkstadion, Hamburg Toeschouwers: 34.921 Scheidsrechter: Laurent Duhamel |

| HSV | Anderlecht |

| HSV (4–4–2):   |    |                      |     |
|                |    |                      |     |
| GK             | 1  | Frank Rost           |     |
| RB             | 25 | Tomás Rincón         |     |
| CB             | 3  | David Rozehnal       |     |
| CB             | 5  | Joris Mathijsen      |     |
| LB             | 6  | Dennis Aogo          |     |
| RM             | 11 | Eljero Elia          | 78' |
| CM             | 8  | Zé Roberto           |     |
| CM             | 14 | David Jarolím        |     |
| LM             | 7  | Marcell Jansen       |     |
| RF             | 10 | Mladen Petrić        |     |
| LF             | 22 | Ruud van Nistelrooij |     |
| Wisselspelers: |    |                      |     |
|                |    |                      |     |
| MF             | 15 | Piotr Trochowski     | 78' |
| Coach:         |    |                      |     |
| Bruno Labbadia |    |                      |     |

| Anderlecht (4–2–3–1): |    |                   |     |
|                       |    |                   |     |
| GK                    | 24 | Silvio Proto      |     |
| RB                    | 30 | Guillaume Gillet  |     |
| CB                    | 2  | Ondřej Mazuch     |     |
| CB                    | 23 | Roland Juhász     |     |
| LB                    | 3  | Olivier Deschacht |     |
| CM                    | 5  | Lucas Biglia      |     |
| CM                    | 16 | Cheikhou Kouyaté  |     |
| RM                    | 13 | Jonathan Legear   |     |
| AM                    | 10 | Kanu              | 77' |
| LM                    | 6  | Jelle Van Damme   |     |
| CF                    | 36 | Romelu Lukaku     |     |
| Wisselspelers:        |    |                   |     |
|                       |    |                   |     |
| FW                    | 9  | Matías Suárez     | 77' |
| Coach:                |    |                   |     |
| Ariël Jacobs          |    |                   |     |

### 1/8e finale UEFA Europa League (terug)
|                                                |                                                        |                |                                   |                                                                                           |
| 18 maart 2010 Knock-outfase UEFA Europa League | RSC Anderlecht                                         | 4 – 3          | Hamburger SV                      | Constant Vanden Stockstadion, Anderlecht Toeschouwers: 22.000 Scheidsrechter: Terje Hauge |
| 18 maart 2010 Knock-outfase UEFA Europa League | 44' Lukaku 45+3' (pen) Suárez 59' Biglia 66' Boussoufa | Wedstrijdfiche | 42' Boateng 54' Jansen 75' Petrić | Constant Vanden Stockstadion, Anderlecht Toeschouwers: 22.000 Scheidsrechter: Terje Hauge |

| Anderlecht | HSV |

| Anderlecht (4–2–3–1): |    |                   |     |
|                       |    |                   |     |
| GK                    | 24 | Silvio Proto      |     |
| RB                    | 30 | Guillaume Gillet  |     |
| CB                    | 2  | Ondřej Mazuch     |     |
| CB                    | 23 | Roland Juhász     |     |
| LB                    | 3  | Olivier Deschacht | 62' |
| CM                    | 5  | Lucas Biglia      |     |
| CM                    | 16 | Cheikhou Kouyaté  |     |
| RM                    | 9  | Matías Suárez     | 73' |
| AM                    | 11 | Mbark Boussoufa   |     |
| LM                    | 6  | Jelle Van Damme   | 25' |
| CF                    | 36 | Romelu Lukaku     | 82' |
| Wisselspelers:        |    |                   |     |
|                       |    |                   |     |
| FW                    | 21 | Tom De Sutter     | 62' |
| MF                    | 10 | Kanu              | 82' |
| Coach:                |    |                   |     |
| Ariël Jacobs          |    |                   |     |

| HSV (4–4–2):   |    |                      |         |
|                |    |                      |         |
| GK             | 1  | Frank Rost           |         |
| RB             | 25 | Tomás Rincón         |         |
| CB             | 3  | David Rozehnal       |         |
| CB             | 5  | Joris Mathijsen      |         |
| LB             | 17 | Jérôme Boateng       | 33' 63' |
| RM             | 35 | Tunay Torun          | 83'     |
| CM             | 8  | Zé Roberto           |         |
| CM             | 14 | David Jarolím        |         |
| LM             | 7  | Marcell Jansen       | 79'     |
| RF             | 10 | Mladen Petrić        |         |
| LF             | 22 | Ruud van Nistelrooij |         |
| Wisselspelers: |    |                      |         |
|                |    |                      |         |
| MF             | 11 | Eljero Elia          | 63'     |
| MF             | 13 | Robert Tesche        | 79'     |
| MF             | 15 | Piotr Trochowski     | 83'     |
| Coach:         |    |                      |         |
| Bruno Labbadia |    |                      |         |

## Beker van België
RSC Anderlecht begon aan de Beker van België in de 1/16 finale. Daarin kwam het uit tegen CS Verviers, een club uit de Derde Klasse B. RSC Anderlecht won met een veredeld B-elftal met 2-0. Nadien werd geloot voor de 1/8 finale en de kwartfinale. Anderlecht moest thuis aan de bak tegen FCV Dender uit de Tweede Klasse. Paars-wit won en moest in de kwartfinale tegen de winnaar van de wedstrijd Zulte Waregem - Cercle Brugge spelen. Normaliter moest de kwartfinale in een heen- en terugwedstrijd worden afgewerkt. Maar door de slechte weersomstandigheden werd de 1/8 finale tussen Zulte en Cercle maar liefst drie keer afgelast, waardoor de Belgische voetbalbond besloot om de kwartfinale van Anderlecht te herleiden tot één wedstrijd. Maar dat vond Cercle, dat ondertussen Zulte had uitgeschakeld, geen eerlijke regeling en dus gingen de voetbalbond en de betrokken clubs op zoek naar een nieuwe oplossing. Uiteindelijk werden er enkele wedstrijden verschoven in de drukke voetbalkalender zodat de kwartfinale toch in twee wedstrijden kon worden afgewerkt.
In de kwartfinale won Anderlecht de heenwedstrijd met 2-1. Maar in Brugge werd het 1-0 en kwam Anderlecht dus niet aan scoren toe. Hierdoor plaatste Cercle zich voor het tweede jaar op rij voor de halve finale.

### Wedstrijden
| Beker van België                                               |                                        |             |                   | |                       |
| Wedstrijddetails                                               | Thuisploeg                             | Uitslag     | Uitploeg          | Opstelling | Kaarten               |
| 1/16 finale                                                    |                                        |             |                   | |                       |
| 28 oktober 2009 20:30 Constant Vanden Stockstadion Anderlecht  | RSC Anderlecht                         | 2-0         | CS Verviers (III) | Proto Rnic, Kruiswijk, Mazuch, Van Damme Chatelle, Kanu (75' Boussoufa), Kouyaté, Reynaldo, Diandy Suárez (46' Frutos)       |                       |
| 28 oktober 2009 20:30 Constant Vanden Stockstadion Anderlecht  | 23' Spinosa (own) 48' Frutos           | 1-0 2-0     |                   | Proto Rnic, Kruiswijk, Mazuch, Van Damme Chatelle, Kanu (75' Boussoufa), Kouyaté, Reynaldo, Diandy Suárez (46' Frutos)       |                       |
| 1/8 finale                                                     |                                        |             |                   | |                       |
| 23 december 2009 20:30 Constant Vanden Stockstadion Anderlecht | RSC Anderlecht                         | 3-0         | FCV Dender (II)   | Schollen Rnic, Bernardez, Kruiswijk, Deschacht Chatelle, Biglia, Sare, Boussoufa (46' Frutos) Suarez (80' Diandy), De Sutter | 27' Bernardez         |
| 23 december 2009 20:30 Constant Vanden Stockstadion Anderlecht | 6' De Sutter 9' Biglia 90+1' De Sutter | 1-0 2-0 3-0 |                   | Schollen Rnic, Bernardez, Kruiswijk, Deschacht Chatelle, Biglia, Sare, Boussoufa (46' Frutos) Suarez (80' Diandy), De Sutter | 27' Bernardez         |
| 1/4 finale                                                     |                                        |             |                   | |                       |
| 23 januari 2010 20:00 Constant Vanden Stockstadion Anderlecht  | RSC Anderlecht                         | 2-1         | Cercle Brugge     | Schollen Gillet, Mazuch, Deschacht, Diandy Legear, Kouyaté, Biglia, Boussoufa De Sutter (36' Suarez), Kanu (76' Frutos)      | 44' Mazuch            |
| 23 januari 2010 20:00 Constant Vanden Stockstadion Anderlecht  | 3' Boussoufa 78' Kouyaté               | 1-0 1-1 2-1 | 64' Bozovic       | Schollen Gillet, Mazuch, Deschacht, Diandy Legear, Kouyaté, Biglia, Boussoufa De Sutter (36' Suarez), Kanu (76' Frutos)      | 44' Mazuch            |
| 26 januari 2010 20:30 Jan Breydelstadion Brugge                | Cercle Brugge                          | 1-0         | RSC Anderlecht    | Schollen Gillet, Mazuch, Deschacht, Diandy Chatelle (71' Legear), Kouyaté (46' Lukaku), Sare, Boussoufa Kanu, Frutos         | 83' Diandy 88' Mazuch |
| 26 januari 2010 20:30 Jan Breydelstadion Brugge                | 5' Bozovic                             | 1-0         |                   | Schollen Gillet, Mazuch, Deschacht, Diandy Chatelle (71' Legear), Kouyaté (46' Lukaku), Sare, Boussoufa Kanu, Frutos         | 83' Diandy 88' Mazuch |

### Statistieken
| No. | Naam               | Wedstr. |   |   |   |   |   |
| --- | ------------------ | ------- | - | - | - | - | - |
| 1   | Daniel Zitka       | 0       | 0 | 0 | 0 | 0 | 0 |
| 2   | Ondřej Mazuch      | 3       | 0 | 2 | 0 | 0 | 0 |
| 3   | Olivier Deschacht  | 3       | 0 | 0 | 0 | 0 | 0 |
| 4   | Arnold Kruiswijk   | 2       | 0 | 0 | 0 | 0 | 0 |
| 5   | Lucas Biglia       | 2       | 1 | 0 | 0 | 0 | 0 |
| 6   | Jelle Van Damme    | 1       | 0 | 0 | 0 | 0 | 0 |
| 8   | Jan Polák          | 0       | 0 | 0 | 0 | 0 | 0 |
| 9   | Matías Suárez      | 3       | 0 | 0 | 0 | 1 | 2 |
| 10  | Kanu               | 3       | 0 | 0 | 0 | 0 | 2 |
| 11  | Mbark Boussoufa    | 4       | 1 | 0 | 0 | 1 | 1 |
| 12  | Thomas Chatelle    | 3       | 0 | 0 | 0 | 0 | 1 |
| 13  | Jonathan Legear    | 2       | 0 | 0 | 0 | 1 | 0 |
| 16  | Cheikhou Kouyaté   | 3       | 1 | 0 | 0 | 0 | 1 |
| 18  | Lukáš Mareček      | 0       | 0 | 0 | 0 | 0 | 0 |
| 19  | Nicolás Frutos     | 4       | 1 | 0 | 0 | 3 | 0 |
| 21  | Tom De Sutter      | 2       | 2 | 0 | 0 | 0 | 1 |
| 22  | Davy Schollen      | 3       | 0 | 0 | 0 | 0 | 0 |
| 23  | Roland Juhász      | 0       | 0 | 0 | 0 | 0 | 0 |
| 24  | Silvio Proto       | 1       | 0 | 0 | 0 | 0 | 0 |
| 25  | Sébastien Bruzzese | 0       | 0 | 0 | 0 | 0 | 0 |
| 26  | Víctor Bernárdez   | 1       | 0 | 1 | 0 | 0 | 0 |
| 27  | Marcin Wasilewski  | 0       | 0 | 0 | 0 | 0 | 0 |
| 28  | Michael Cordier    | 0       | 0 | 0 | 0 | 0 | 0 |
| 30  | Guillaume Gillet   | 2       | 0 | 0 | 0 | 0 | 0 |
| 32  | Christophe Diandy  | 4       | 0 | 1 | 0 | 1 | 0 |
| 36  | Romelu Lukaku      | 1       | 0 | 0 | 0 | 1 | 0 |
| 37  | Reynaldo           | 1       | 0 | 0 | 0 | 0 | 0 |
| 44  | Nemanja Rnic       | 2       | 0 | 0 | 0 | 0 | 0 |
| 99  | Bakary Sare        | 2       | 0 | 0 | 0 | 0 | 0 |

## Seizoensoverzicht
- Grootste thuisoverwinning: RSCA - Zulte Waregem (6-0, 28 maart 2010)
- Grootste uitoverwinning: Germinal Beerschot - RSCA (0-5, 29 januari 2010)
- Grootste thuisnederlaag: RSCA - Lyon (1-3, 25 augustus 2009)
- Grootste uitnederlaag: Lyon - RSCA (5-1, 19 augustus 2009)
- Topschutter van het team: Romelu Lukaku - 19 goals (15 in de competitie en 4 in Europa)
- Meeste wedstrijden: Guillaume Gillet, Olivier Deschacht en Mbark Boussoufa - 53 wedstrijden
- Meeste gele kaarten: Jelle Van Damme - 16 gele kaarten
- Meeste rode kaarten: Mbark Boussoufa - 2 rode kaarten

## Individuele prijzen
- Sportbelofte van het Jaar - Romelu Lukaku
- Topschutter - Romelu Lukaku
- Ebbenhouten Schoen - Mbark Boussoufa
- Profvoetballer van het Jaar - Mbark Boussoufa
- Trainer van het Jaar - Ariël Jacobs

## Afbeeldingen

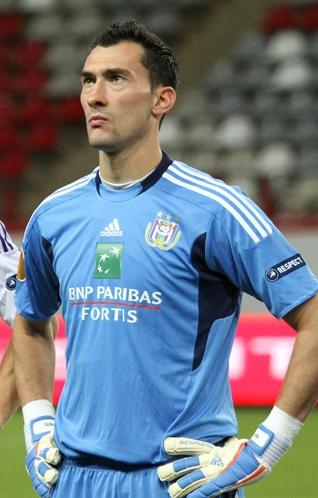
Silvio Proto (doelman)
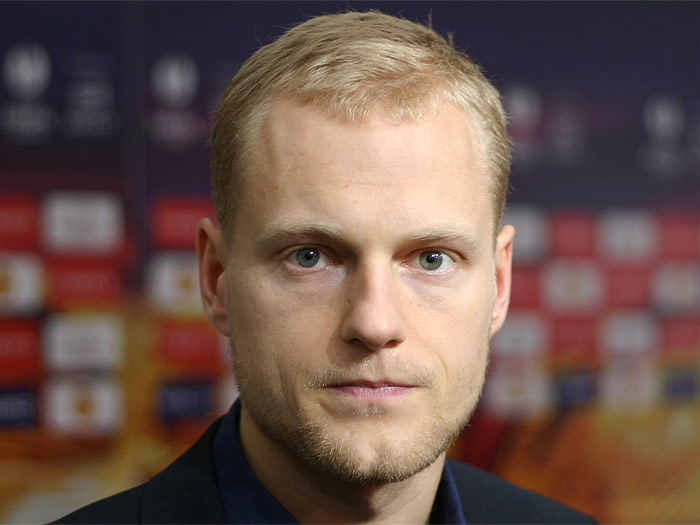
Olivier Deschacht (verdediger)
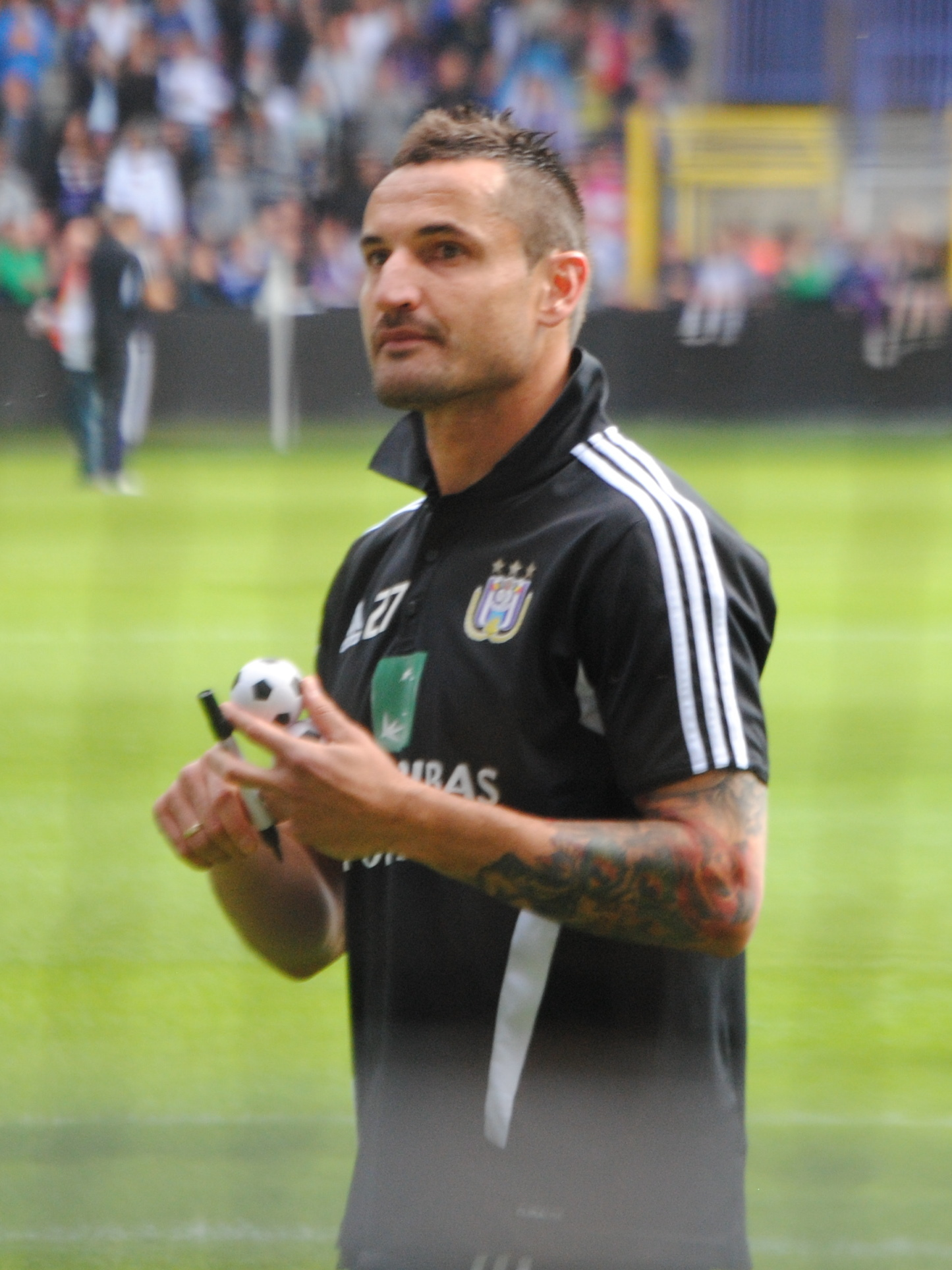
Marcin Wasilewski (verdediger)
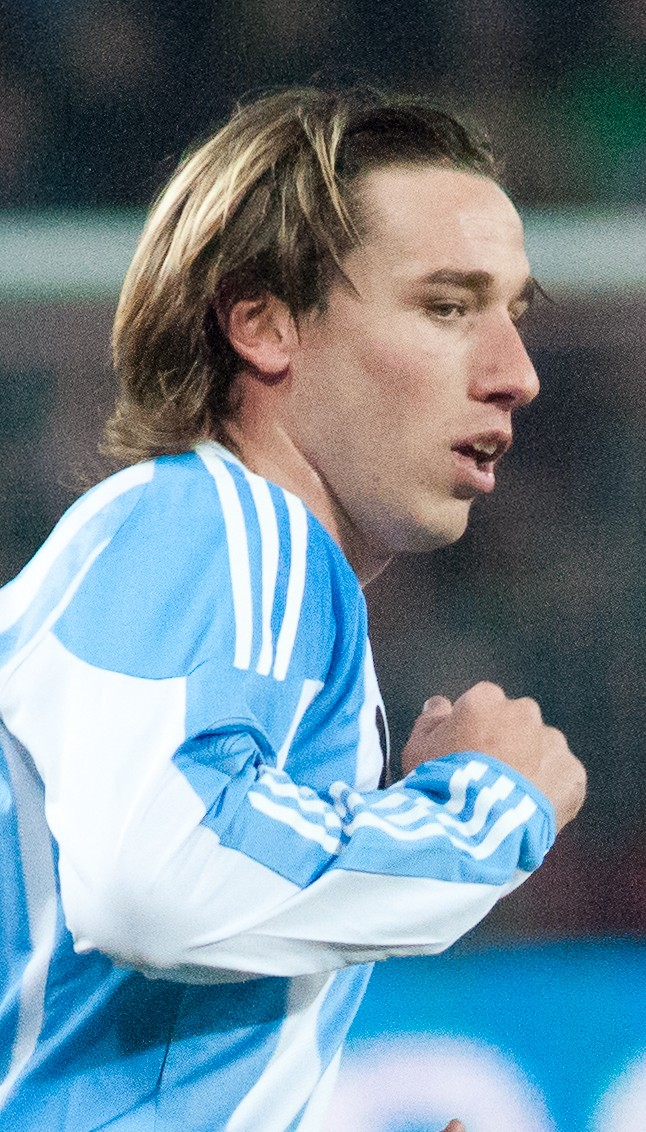
Lucas Biglia (middenvelder)
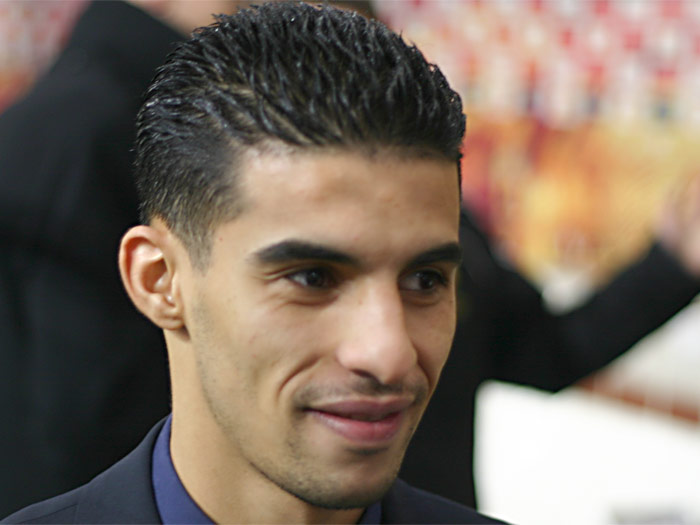
Mbark Boussoufa (middenvelder)
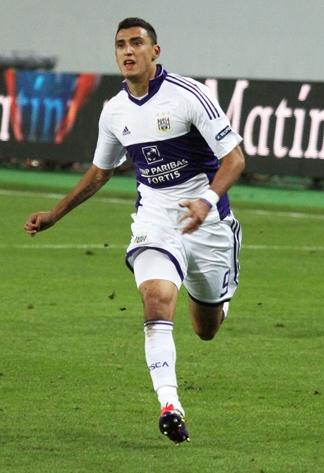
Matías Suárez (aanvaller)
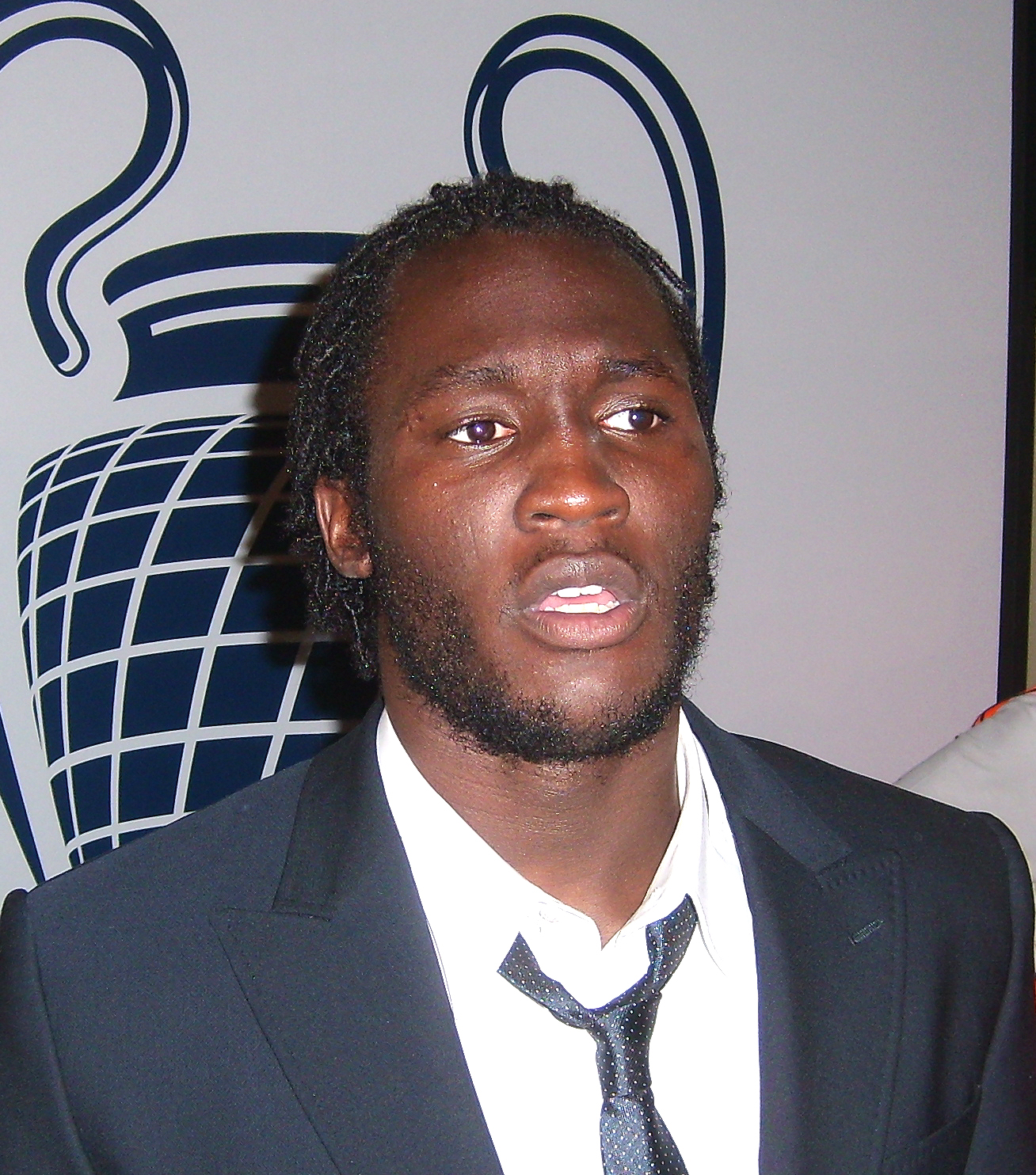
Romelu Lukaku (aanvaller)
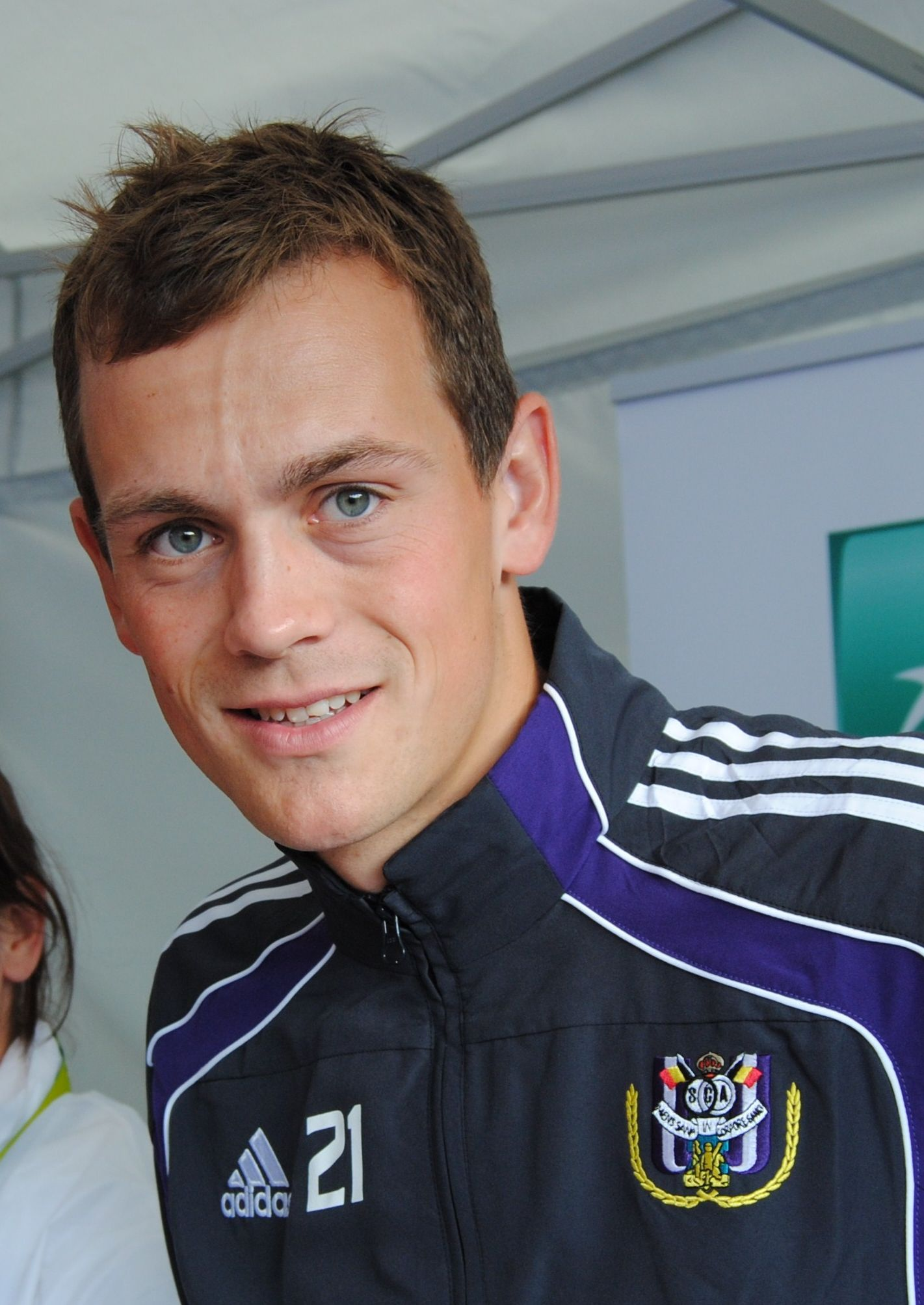
Tom De Sutter (aanvaller)